# Liste des nécropoles papales hors basilique Saint-Pierre
Voici la liste des nécropoles papales situées hors de la basilique Saint-Pierre. Sur 266 papes, 117 ont souhaité être enterré ailleurs qu'à la basilique Saint-Pierre de Rome.

## Liste des 117 souverains pontifes inhumés hors basilique Saint-Pierre
1. Clément Ier († 97/99) -  4e pape de 88 à 97
2. Zéphyrin († 20 décembre 217) -  15e pape de 199 à 217
3. Calixte Ier († 14 octobre 222) -  16e pape de 217 à 222
4. Urbain Ier († 23 mai 230) -  17e pape de 222 à 230
5. Pontien († 30 octobre 235) -  18e pape de 230 à 235
6. Antère († 3 janvier 236) -  19e pape de 235 à 236
7. Fabien († 20 janvier 250) -  20e pape de 236 à 250
8. Corneille († juin 253) -  21e pape de 250 à 253
9. Lucius Ier († 5 mars 254) -  22e pape de 253 à 254
10. Étienne Ier († 2 août 257) -  23e pape de 254 à 257
11. Sixte II († 6 août 258) -  24e pape de 257 à 258
12. Denys († 26 décembre 268) -  25e pape de 259 à 268
13. Félix Ier († 30 décembre 274) -  26e pape de 269 à 274
14. Eutychien († 7 décembre 283) -  27e pape de 275 à 283
15. Caïus († 22 avril 296) -  28e pape de 283 à 296
16. Marcellin († 26 avril 304) -  29e pape de 296 à 304
17. Marcel Ier († 309) -  30e pape de 308 à 309
18. Eusèbe († 17 août 310) -  31e pape en 310
19. Miltiade († 10 ou 11 janvier 314) -  32e pape de 311 à 314
20. Sylvestre Ier († 31 décembre 335) -  33e pape de 314 à 335
21. Marc († 7 octobre 336) -  34e pape en 336
22. Jules Ier († 12 avril 352) -  35e pape de 337 à 352
23. Libère († 24 septembre 366) -  36e pape de 352 à 366
24. Damase Ier († 10 décembre 384) -  37e pape de 366 à 384
25. Sirice († 26 novembre 399) -  38e pape de 384 à 399
26. Anastase Ier († 19 décembre 401) -  39e pape de 399 à 401
27. Innocent Ier († 12 mars 417) -  40e pape de 401 à 417
28. Zosime († 26 décembre 418) -  41e pape de 417 à 418
29. Boniface Ier († 4 septembre 422) -  42e pape de 419 à 422
30. Célestin Ier († 27 juillet 432) -  43e pape de 422 à 432
31. Sixte III († 19 août 440) -  44e pape de 432 à 440
32. Hilaire († 29 février 468) -  46e pape de 461 à 468
33. Félix III († 1er mars 492) -  48e pape de 483 à 492
34. Silvère († 2 décembre 537) -  58e pape de 536 à 537
35. Martin Ier († 15 septembre 655) -  74e pape de 649 à 654
36. Adrien III († septembre 885) -  109e pape de 884 à 885
37. Léon V († 6 décembre 903) -  118e pape en 903
38. Jean X († mai 928) -  122e pape de 914 à 928
39. Jean XI († janvier 935) -  125e pape de 931 à 935
40. Agapet II († 8 novembre 955) -  129e pape de 946 à 955
41. Jean XII (vers 937 - † 14 mai 964) -  130e pape de 955 à 964
42. Léon VIII († 1er mars 965) -  131e pape de 963 à 965 en même temps que Jean XII et Benoît V
43. Benoît V († 4 juillet 965) -  132e pape en 964
44. Jean XIII (vers 938 - † 6 septembre 972) -  133e pape de 965 à 972
45. Benoît VII († 10 juillet 983) -  135e pape de 974 à 983
46. Sylvestre II (vers 945 - 12 mai 1003) -  139e pape de 999 à 1003
47. Jean XVII († 7 décembre 1003) -  140e pape en 1003
48. Serge IV († 12 mai 1012) -  142e pape de 1009 à 1012
49. Benoît IX (vers 1012 - † vers 1055/1056) -  145e pape de 1032 à 1044
50. Sylvestre III († vers 1063) -  146e pape en 1045
51. Benoît IX (vers 1012 - † vers 1055/1056) -  147e pape en 1045, 2e pontificat
52. Grégoire VI († vers 1047/1048) -  148e pape de 1045 à 1046
53. Clément II († 1048) -  149e pape de 1046 à 1047
54. Benoît IX (vers 1012 - † vers 1055/1056) -  150e pape de 1047 à 1048, 3e pontificat
55. Damase II († 9 août 1048) -  151e pape en 1048
56. Victor II (1018 – 28 juillet 1057) -  153e pape de 1055 à 1057
57. Étienne IX (vers 1020 – 29 mars 1058) -  154e pape de 1057 à 1058
58. Nicolas II (vers 990/995 – 27 juillet 1061) -  155e pape de 1058 à 1061
59. Alexandre II (vers 1010/1015 - 21 avril 1073) -  156e pape de 1061 à 1073
60. Grégoire VII (vers 1015/1020 - 25 mai 1085) -  157e pape de 1073 à 1085
61. Victor III (1027 - 16 septembre 1087) -  158e pape de 1086 à 1087
62. Pascal II (vers 1050 - 21 janvier 1118) -  160e pape de 1099 à 1118
63. Gélase II (vers 1060 - 28 janvier 1119) -  161e pape de 1118 à 1119
64. Calixte II (vers 1060 - 13 décembre 1124) -  162e pape de 1119 à 1124
65. Honorius II († 13 février 1130) -  163e pape de 1124 à 1130
66. Innocent II († 24 septembre 1143) -  164e pape de 1130 à 1143
67. Célestin II († 8 mars 1144) -  165e pape de 1143 à 1144
68. Lucius II († 15 février 1145) -  166e pape de 1144 à 1145
69. Anastase IV († 3 décembre 1154) -  168e pape de 1153 à 1154
70. Alexandre III (vers 1100 - 30 août 1181) -  170e pape de 1159 à 1181
71. Lucius III (1097 - 25 novembre 1185) -  171e pape de 1181 à 1185
72. Urbain III (1120 - 20 octobre 1187) -  172e pape de 1185 à 1187
73. Grégoire VIII (vers 1100 - 17 décembre 1187) -  173e pape en 1187
74. Clément III († 27 mars 1191) -  174e pape de 1187 à 1191
75. Célestin III (vers 1106 - 8 janvier 1198) -  175e pape de 1191 à 1198
76. Innocent III (1160 – 16 juillet 1216) -  176e pape de 1198 à 1216
77. Honorius III († 18 mars 1227) -  177e pape de 1216 à 1227
78. Innocent IV (vers 1195 – 7 décembre 1254) -  180e pape de 1243 à 1254
79. Alexandre IV (vers 1199 – 25 mai 1261) -  181e pape de 1254 à 1261
80. Urbain IV (vers 1195 – 2 octobre 1264) -  182e pape de 1261 à 1264
81. Clément IV (vers 1200 – 29 novembre 1268) -  183e pape de 1265 à 1268
82. Grégoire X (vers 1210 – 10 janvier 1276) -  184e pape de 1271 à 1276
83. Innocent V (vers 1225 – 22 juin 1276) -  185e pape en 1276
84. Adrien V (vers 1205 - 16 août 1276) -  186e pape en 1276
85. Jean XXI (vers 1220 - 20 mai 1277) -  187e pape de 1276 à 1277
86. Martin IV (vers 1210/1220 - 28 mars 1285) -  189e pape de 1281 à 1285
87. Nicolas IV (vers 1230 - 4 avril 1292) -  191e pape de 1288 à 1292
88. Célestin V (vers 1209 - 19 mai 1296) -  192e pape en 1294
89. Benoît XI (1240 - 7 juillet 1304) -  194e pape de 1303 à 1304
90. Clément V (vers 1264 - 20 avril 1314) -  195e pape de 1305 à 1314
91. Jean XXII (vers 1244 - 4 décembre 1334) -  196e pape de 1316 à 1334
92. Benoît XII (vers 1285 - 25 avril 1342) -  197e pape de 1334 à 1342
93. Clément VI (1291 - 6 décembre 1352) -  198e pape de 1342 à 1352
94. Innocent VI (1282 - 12 septembre 1362) -  199e pape de 1352 à 1362
95. Urbain V (1310 - 19 décembre 1370) -  200e pape de 1362 à 1370
96. Grégoire XI (vers 1329/1331 - 27 mars 1378) -  201e pape de 1370 à 1378
97. Grégoire XII (vers 1325 - 18 octobre 1417) -  205e pape de 1406 à 1415
98. Martin V (1368 - 20 février 1431) -  206e pape de 1417 à 1431
99. Léon X (11 décembre 1475 - 1er décembre 1521) -  217e pape de 1513 à 1521
100. Adrien VI (2 mars 1459 - 14 septembre 1523) -  218e pape de 1522 à 1523
101. Clément VII (26 mai 1478 - 25 septembre 1534) -  219e pape de 1523 à 1534
102. Paul IV (28 juin 1476 – 18 août 1559) -  223e pape de 1555 à 1559
103. Pie IV (31 mars 1499 - 9 décembre 1565) -  224e pape de 1559 à 1565
104. Pie V (17 janvier 1504 - 1er mai 1572) -  225e pape de 1566 à 1572
105. Sixte V (13 décembre 1520 - 27 août 1590) -  227e pape de 1585 à 1590
106. Urbain VII (4 août 1521 - 27 septembre 1590) -  228e pape en 1590
107. Clément VIII (24 février 1536 - 3 mars 1605) -  231e pape de 1592 à 1605
108. Paul V (17 septembre 1550 - 28 janvier 1621) -  233e pape de 1605 à 1621
109. Grégoire XV (19 janvier 1554 – 8 juillet 1623) -  234e pape en 1621 à 1623
110. Innocent X (6 mai 1574 - 7 janvier 1655) -  236e pape de 1644 à 1655
111. Clément IX (27/28 janvier 1600 – 9 décembre 1669) -  238e pape de 1667 à 1669
112. Benoît XIII (2 février 1649 - 21 février 1730) -  245e pape de 1724 à 1730
113. Clément XII (7 avril 1652 – 6 février 1740) -  246e pape de 1730 à 1740
114. Clément XIV (31 octobre 1705 – 22 septembre 1774) -  249e pape de 1769 à 1774
115. Pie IX (13 mai 1792 - 7 février 1878) -  255e pape de 1846 à 1878
116. Léon XIII (2 mars 1810 - 20 juillet 1903) -  256e pape de 1878 à 1903
117. François (17 décembre 1936 - 21 avril 2025) -  266e pape de 2013 à 2025

## Lieux d'inhumation

### À Rome
- Basilique Saint-Clément-du-Latran (basilica di San Clemente al Laterano)

Clément Ier (4e pape de 88 à 97)
- Catacombes de Rome :

Les papes inhumés dans les catacombes de Rome ont souvent été déplacés plusieurs siècles plus tard dans différentes églises de Rome ou des alentours. Voir l’article détaillé sur la catacombe de Saint-Calixte pour savoir où leurs reliques ont été transférées.
Zéphyrin (15e pape de 199 à 217)
Calixte Ier (16e pape de 217 à 222)
Urbain Ier (17e pape de 222 à 230)
Pontien (18e pape de 230 à 235)
Antère (19e pape de 235 à 236)
Fabien (20e pape de 236 à 250)
Corneille (21e pape de 250 à 253)
Lucius Ier (22e pape de 253 à 254)
Étienne Ier (23e pape de 254 à 257)
Sixte II (24e pape de 257 à 258)
Denys (25e pape de 259 à 268)
Félix Ier (26e pape de 269 à 274)
Eutychien (27e pape de 275 à 283)
Caïus (28e pape de 283 à 296)
Marcellin (29e pape de 296 à 304)
Marcel Ier (30e pape de 308 à 309)
Eusèbe (31e pape en 310)
Miltiade (32e pape de 311 à 314)
Sylvestre Ier (33e pape de 314 à 335)
Marc (34e pape en 336)
Jules Ier (35e pape de 337 à 352)
Damase Ier (37e pape de 366 à 384)
Sirice (38e pape de 384 à 399)
Anastase Ier (39e pape de 399 à 401)
Innocent Ier (40e pape de 401 à 417)
Boniface Ier (42e pape de 419 à 422)
Célestin Ier (43e pape de 422 à 432)
- Basilique Saint-Laurent-hors-les-Murs (basilica di San Lorenzo fuori le mura) :

Zosime (41e pape de 417 à 418)
Sixte III (44e pape de 432 à 440)
Hilaire (46e pape de 461 à 468)
Damase II (151e pape en 1048)
Pie IX (255e pape de 1846 à 1878)
- Basilique Saint-Paul-hors-les-Murs (basilica di San Paolo fuori le mura)

Félix III (48e pape de 483 à 492)
Jean XIII, (136e pape de 956 à 972)
- Basilique Saint-Sylvestre et Saint-Martin des Monts (basilica dei Santi Silvestro e Martino ai Monti)

Martin Ier (74e pape de 649 à 654). Son corps semble avoir été ramené d’une église de Chersonèse.
- Basilique Sainte-Marie-du-Trastevere (basilica di Santa Maria in Trastevere)

Innocent II (164e pape de 1130 à 1143)
- Basilique Saint-Jean-de-Latran (basilica di San Giovanni in Laterano) :

Léon V (118e pape en 903)
Jean X (122e pape de 914 à 928)
Jean XI (125e pape de 931 à 935)
Agapet II (129e pape de 946 à 955)
Jean XII (130e pape de 955 à 964)
Sylvestre II (139e pape de 999 à 1003)
Jean XVII (140e pape en 1003)
Serge IV (142e pape de 1009 à 1012)
Alexandre II (156e pape de 1061 à 1073)
Pascal II (160e pape de 1099 à 1118)
Calixte II (162e pape de 1119 à 1124)
Honorius II (163e pape de 1124 à 1130)
Célestin II (165e pape de 1143 à 1144)
Lucius II (166e pape de 1144 à 1145)
Anastase IV (168e pape de 1153 à 1154)
Alexandre III (170e pape de 1159 à 1181)
Célestin III (175e pape de 1191 à 1198)
Innocent III (176e pape de 1198 à 1216)
Clément III (179e pape de 1187 à 1191)
Innocent V (185e pape en 1276)
Martin V (206e pape de 1417 à 1431)
Clément XII (246e pape de 1730 à 1740)
Léon XIII (256e pape de 1878 à 1903)
- Basilique Sainte-Croix-de-Jérusalem (basilica di Santa Croce in Gerusalemme) :

Benoît VII (139e pape de 975 à 984)
- Basilique Sainte-Marie-Majeure (basilica di Santa Maria Maggiore) :

Honorius III (182e de 1216 à 1227)
Nicolas IV (191e pape de 1288 à 1292)
Pie V (225e pape de 1566 à 1572)
Sixte V (227e pape de 1585 à 1590)
Clément VIII (231e pape de 1592 à 1605)
Paul V (233e pape de 1605 à 1621)
Clément IX (238e pape de 1667 à 1669)
François (266e pape de 2013 à 2025)
- Basilique Sainte-Françoise-Romaine (basilique Santa Francesca Romana) :

Grégoire XI (201e pape de 1370 à 1378)
- Basilique de la Minerve (basilica di Santa Maria sopra Minerva) :

Léon X (217e pape de 1513 à 1521)
Clément VII (219e pape de 1523 à 1534)
Paul IV (223e pape de 1555 à 1559)
Urbain VII (228e pape en 1590)
Benoît XIII (245e pape de 1724 à 1730)
- Église Santa Maria dell’Anima (chiesa di Santa Maria dell’Anima) :

Adrien VI (218e pape de 1522 à 1523)
- Basilique Sainte-Marie-des-Anges-et-des-Martyrs (basilica di Santa Maria degli Angeli e dei Martiri) :

Pie IV (224e pape de 1559 à 1565)
- Église Saint-Ignace-de-Loyola (chiesa di Sant’Ignazio di Loyola in Campo Marzio) :

Grégoire XV (234e pape de 1621 à 1623)
- Église Sainte-Agnès en Agone (chiesa di Sant’Agnese in Agone) :

Innocent X (236e pape de 1644 à 1655)
- Basilique des Saints-Apôtres (basilica dei Santi XII Apostoli) :

Clément XIV (249e pape de 1769 à 1774) depuis 1802
Il est à noter que certains papes initialement inhumés dans la basilique Saint-Pierre ont été déplacés vers d'autres églises de Rome:
- Eugène IV (207e pape de 1431 à 1447) a été transféré à l'église romaine de Saint-Sauveur du Laurier (San Salvatore in Lauro).
- Calixte III (209e pape de 1455 à 1458) et Alexandre VI (214e pape de 1492 à 1503), deux papes de la famille Borgia d'origine espagnole, ont vu leurs dépouilles être déplacées à l'église romaine de Sainte-Marie de Montserrat des Espagnols (chiesa di Santa Maria in Monserrato degli Spagnoli), en raison des travaux de construction de la nouvelle basilique.
- Pie II (210e pape de 1458 à 1464) a quitté la basilique Saint-Pierre en 1614, pour être transféré à l'église romaine de Saint-André de la Vallée (Sant'Andrea della Valle).

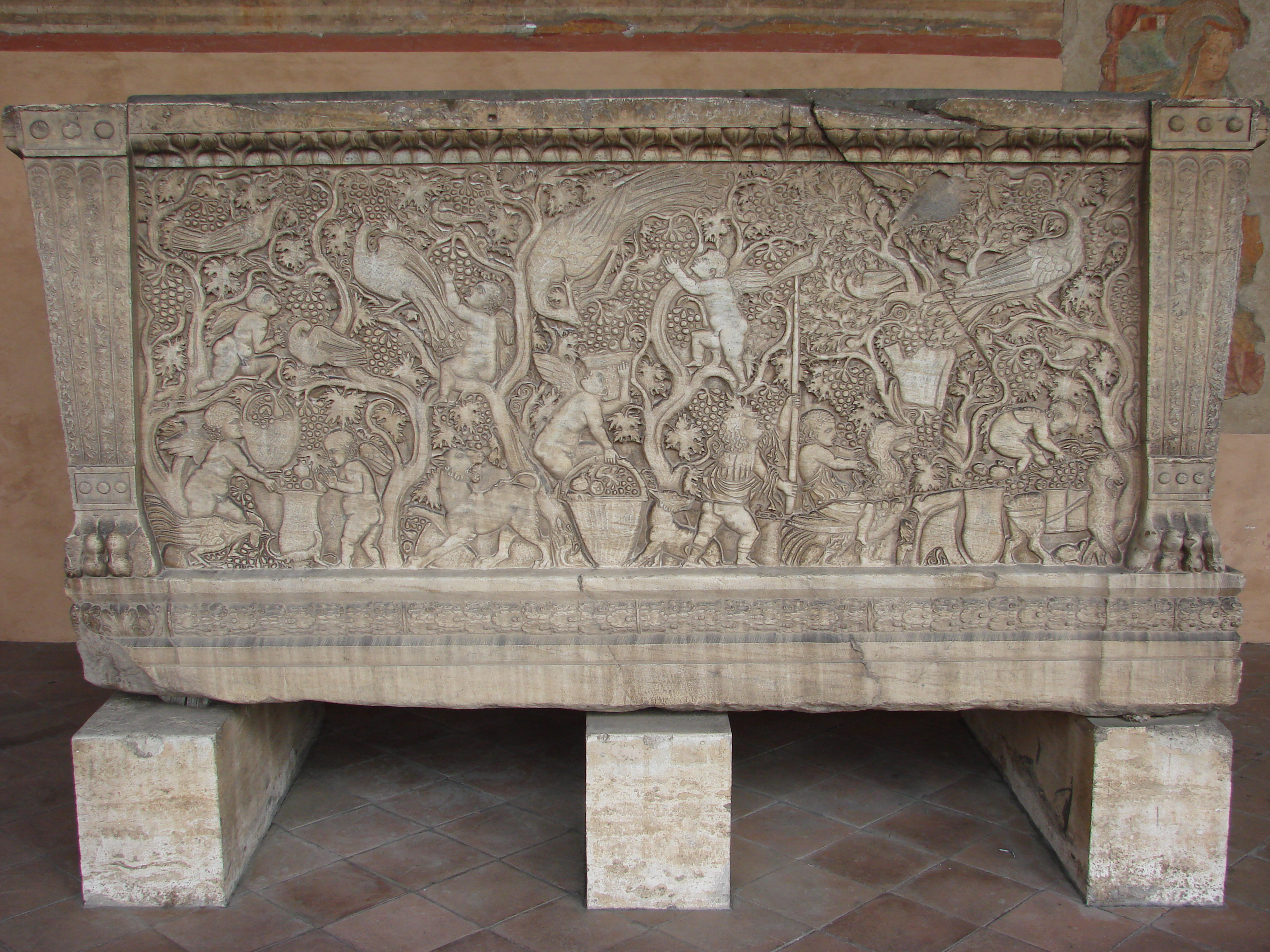
Tombe de Damase II (1048) à la basilique Saint-Laurent-hors-les-Murs.
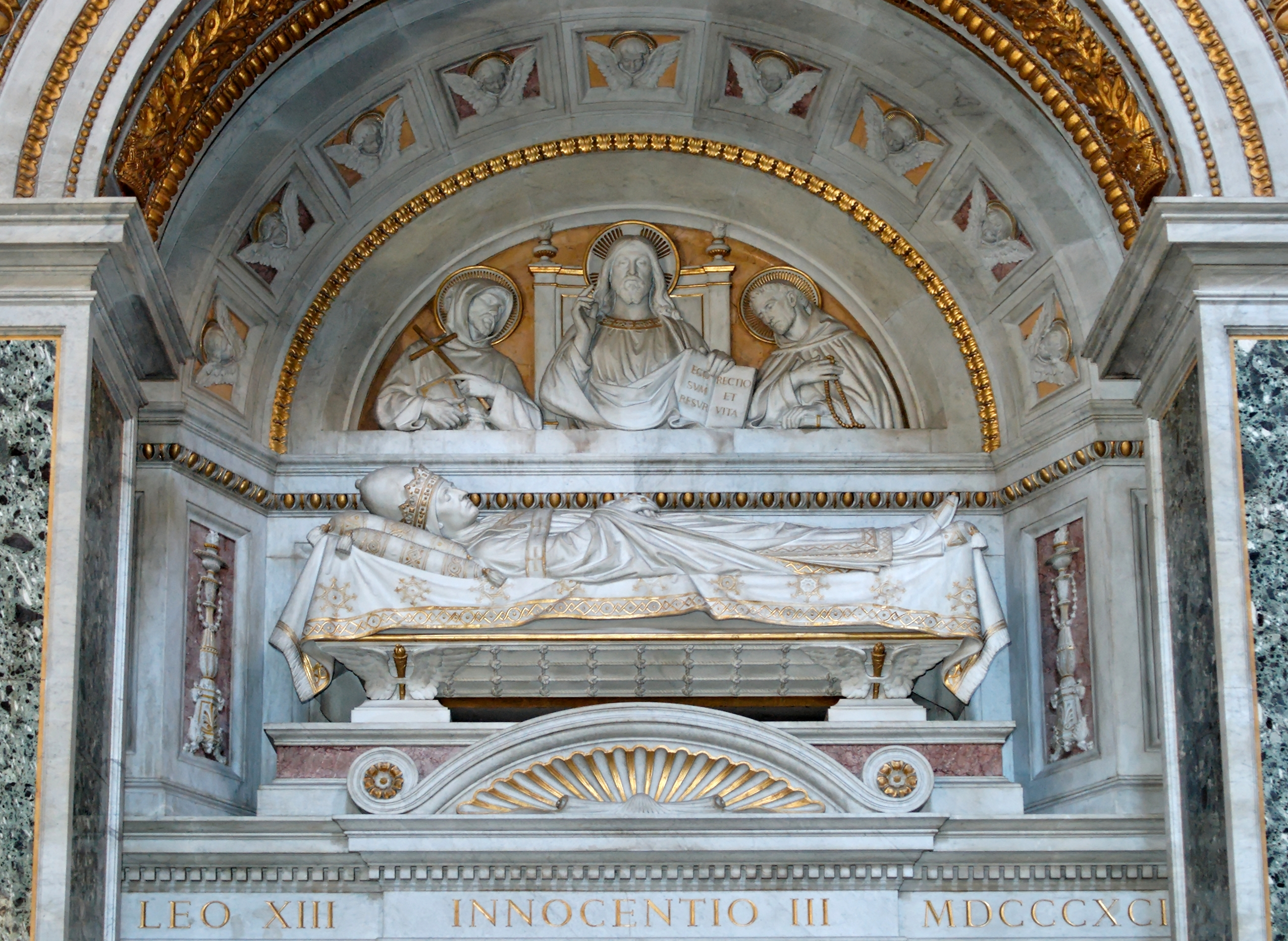
Tombeau d’Innocent III (1198-1216) à la basilique Saint-Jean-de-Latran.
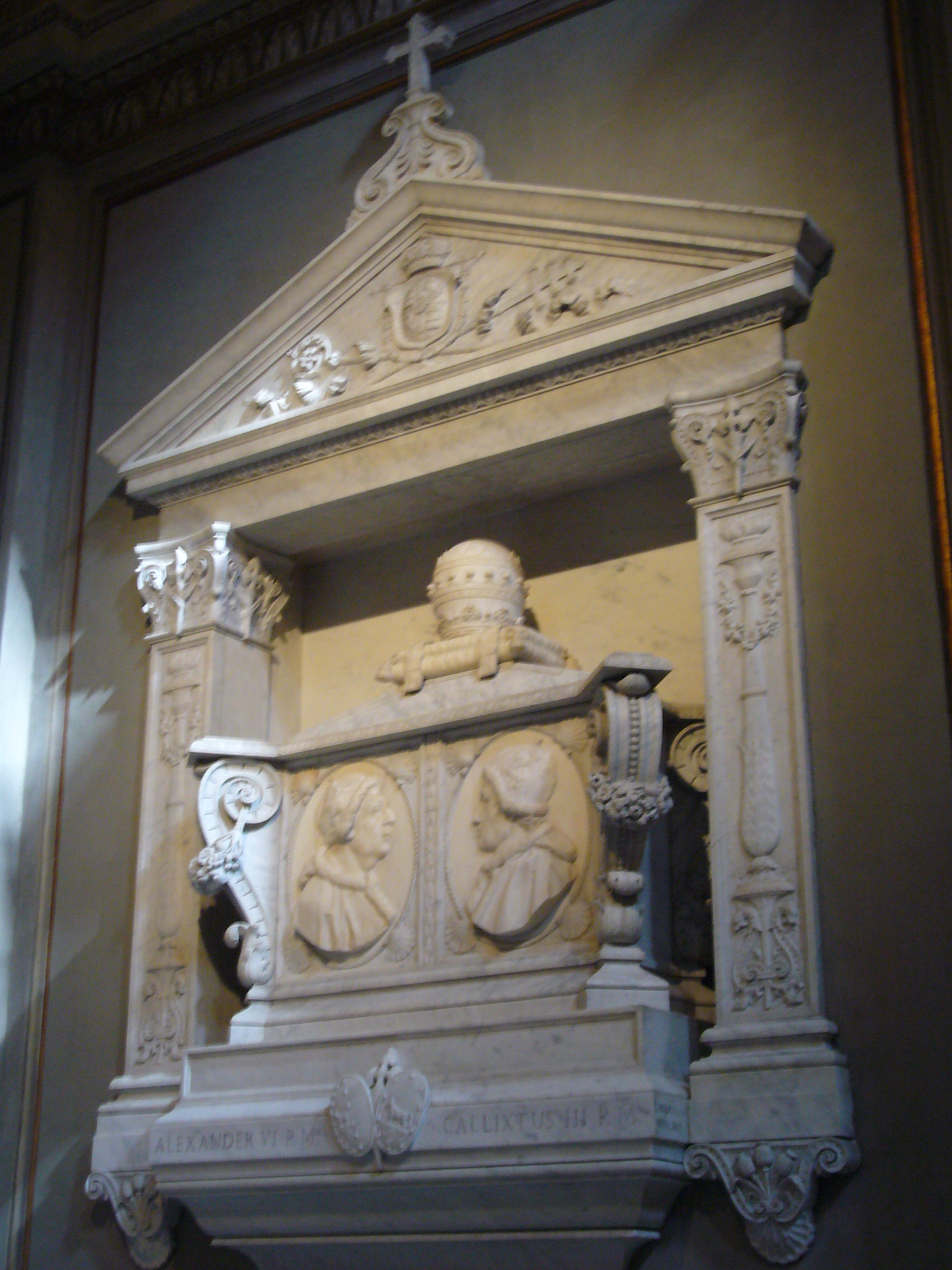
Tombeau des papes Calixte III (1455-1458) et Alexandre VI (1492-1503) à l’église Sainte-Marie de Montserrat des Espagnols.
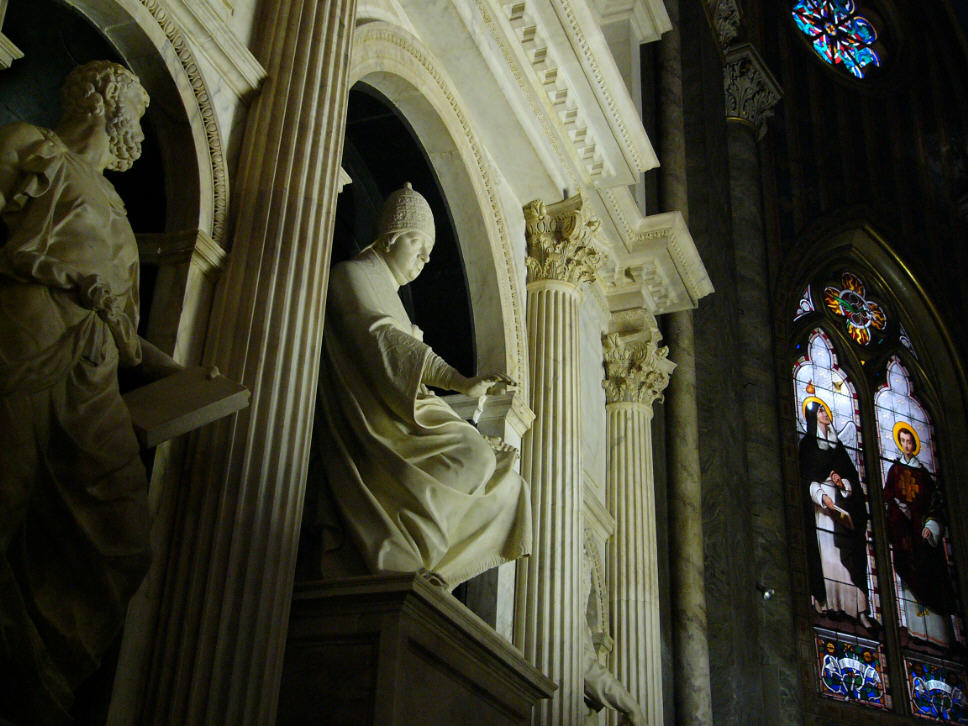
Tombeau de Léon X (1513-1521) à la basilique de la Minerve.
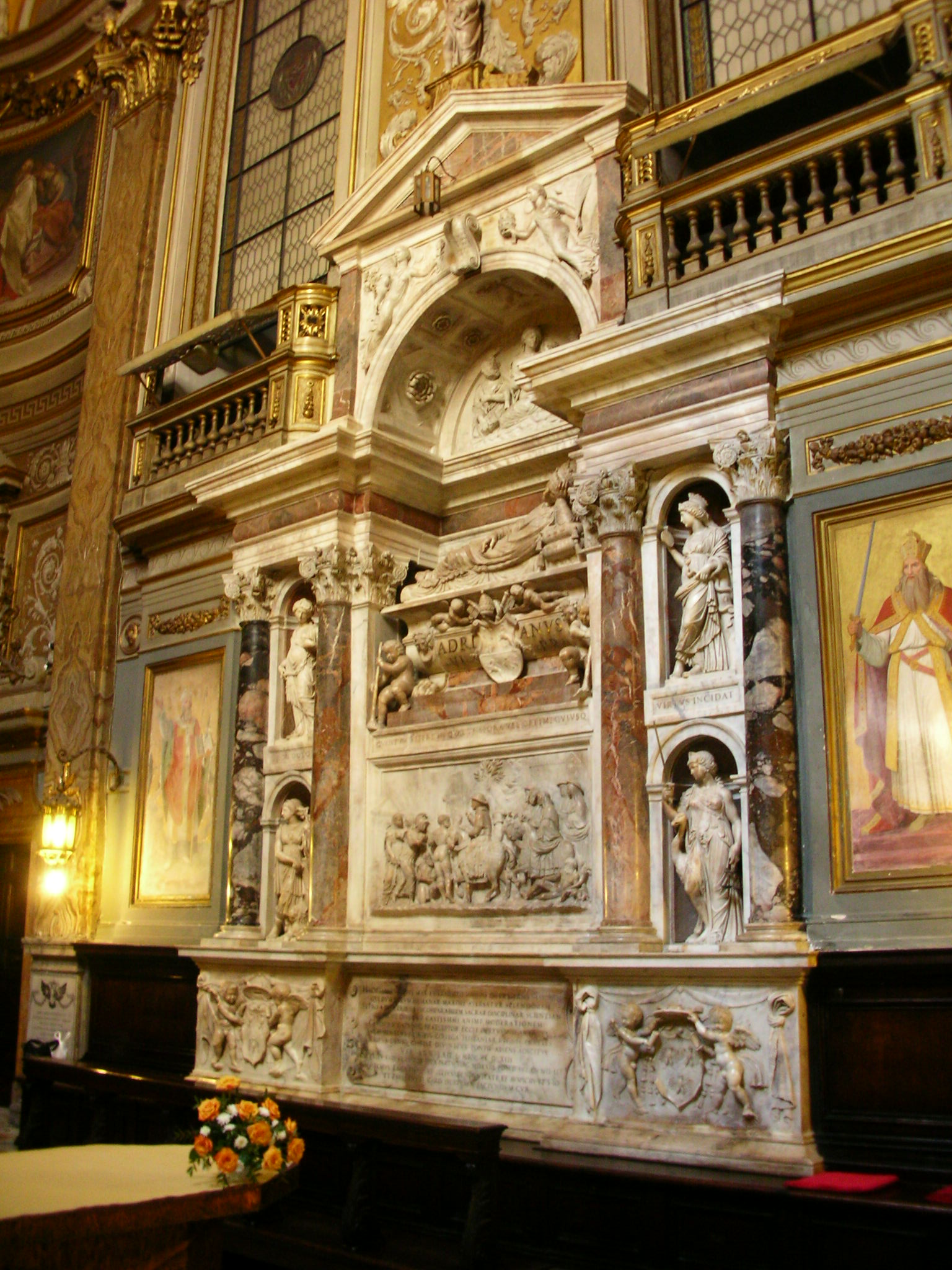
Tombeau d’Adrien VI (1522-1523) à l’église Sainte-Marie-des-Âmes.
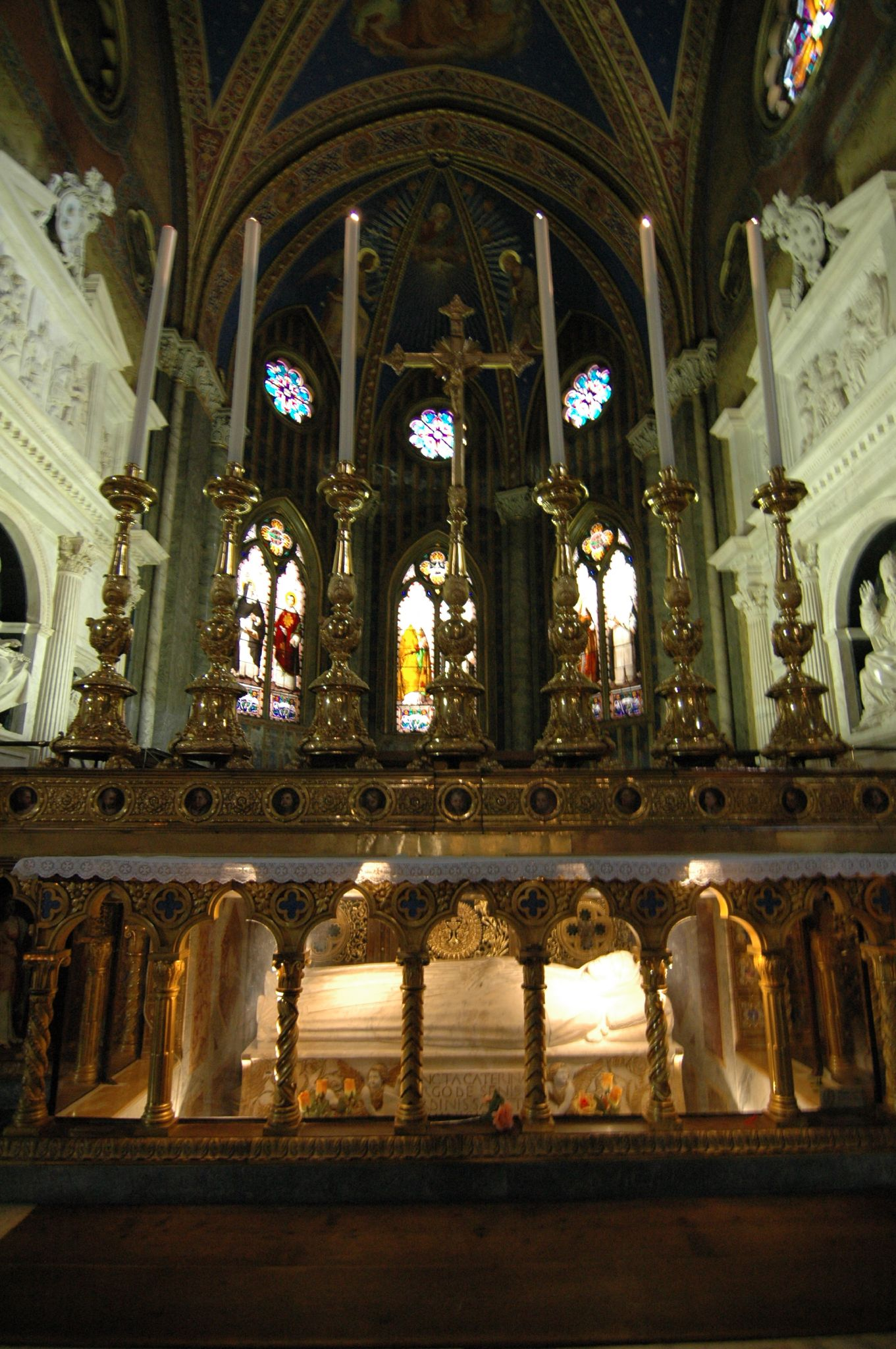
Tombeau de Clément VII (1523-1534) à la basilique de la Minerve.
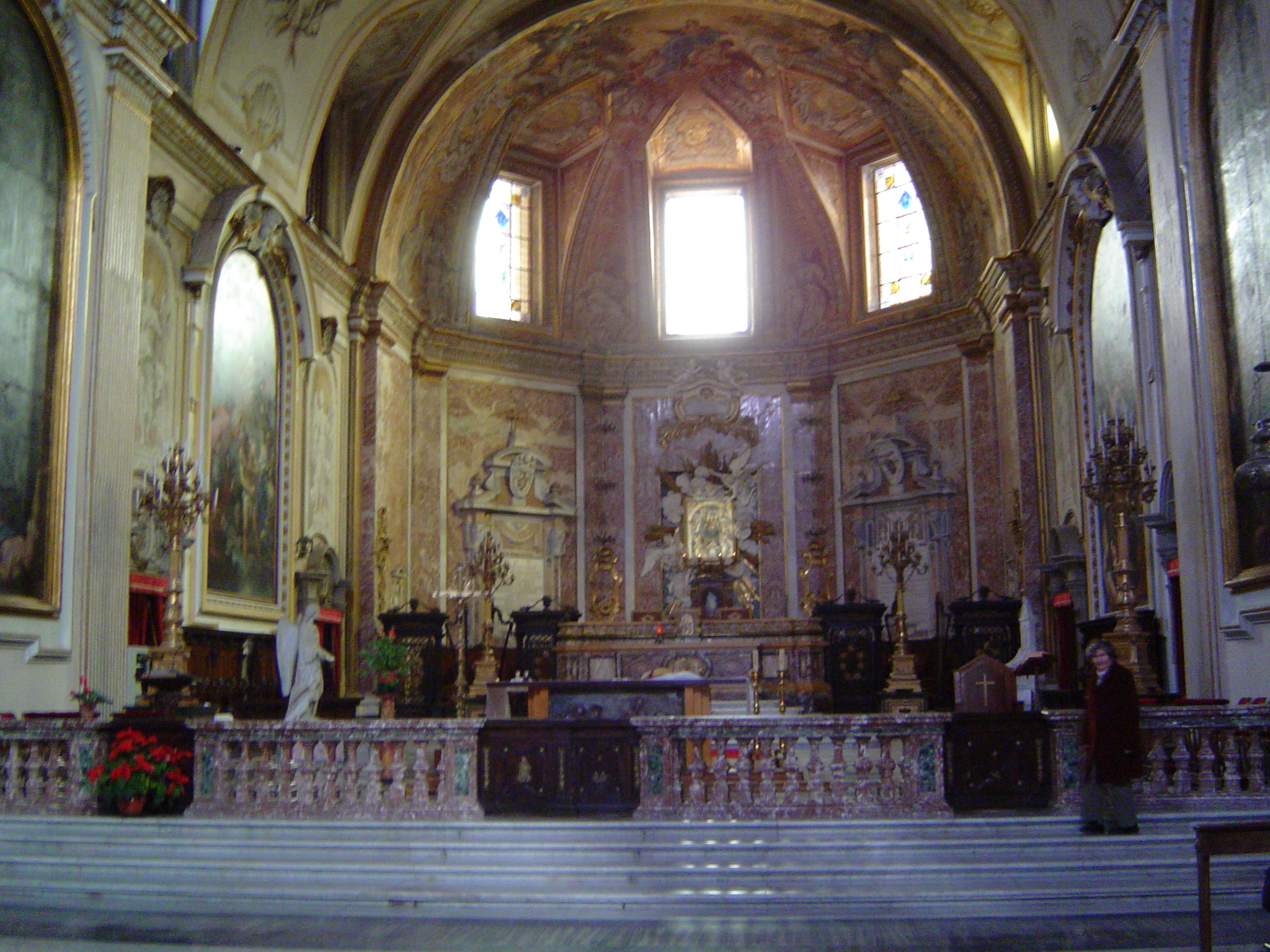
Tombe de Pie IV (1559-1565) sous l’autel de la basilique Sainte-Marie-des-Anges-et-des-Martyrs.
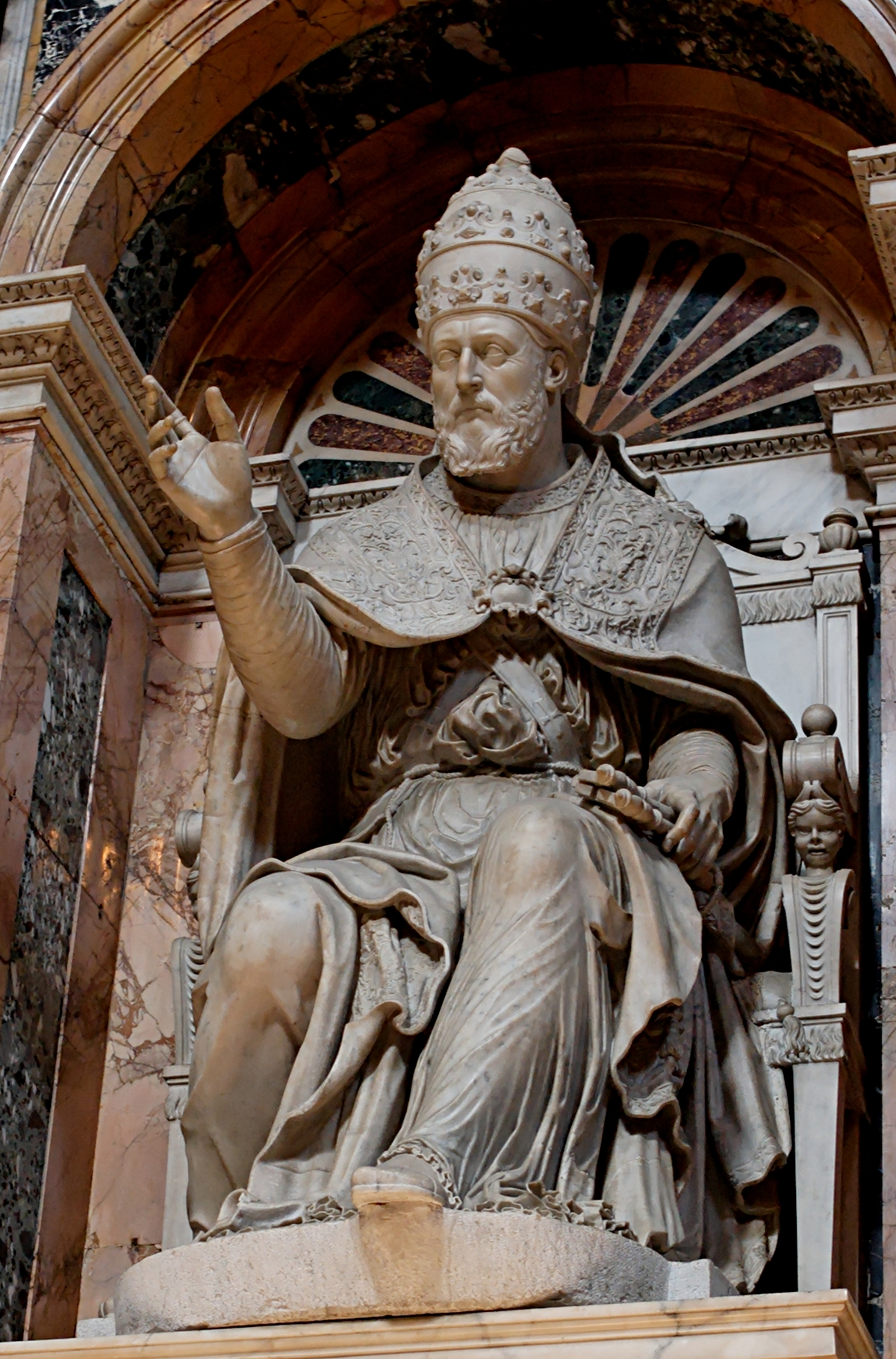
Tombeau de Clément VIII (1592-1605) à la basilique Sainte-Marie-Majeure.
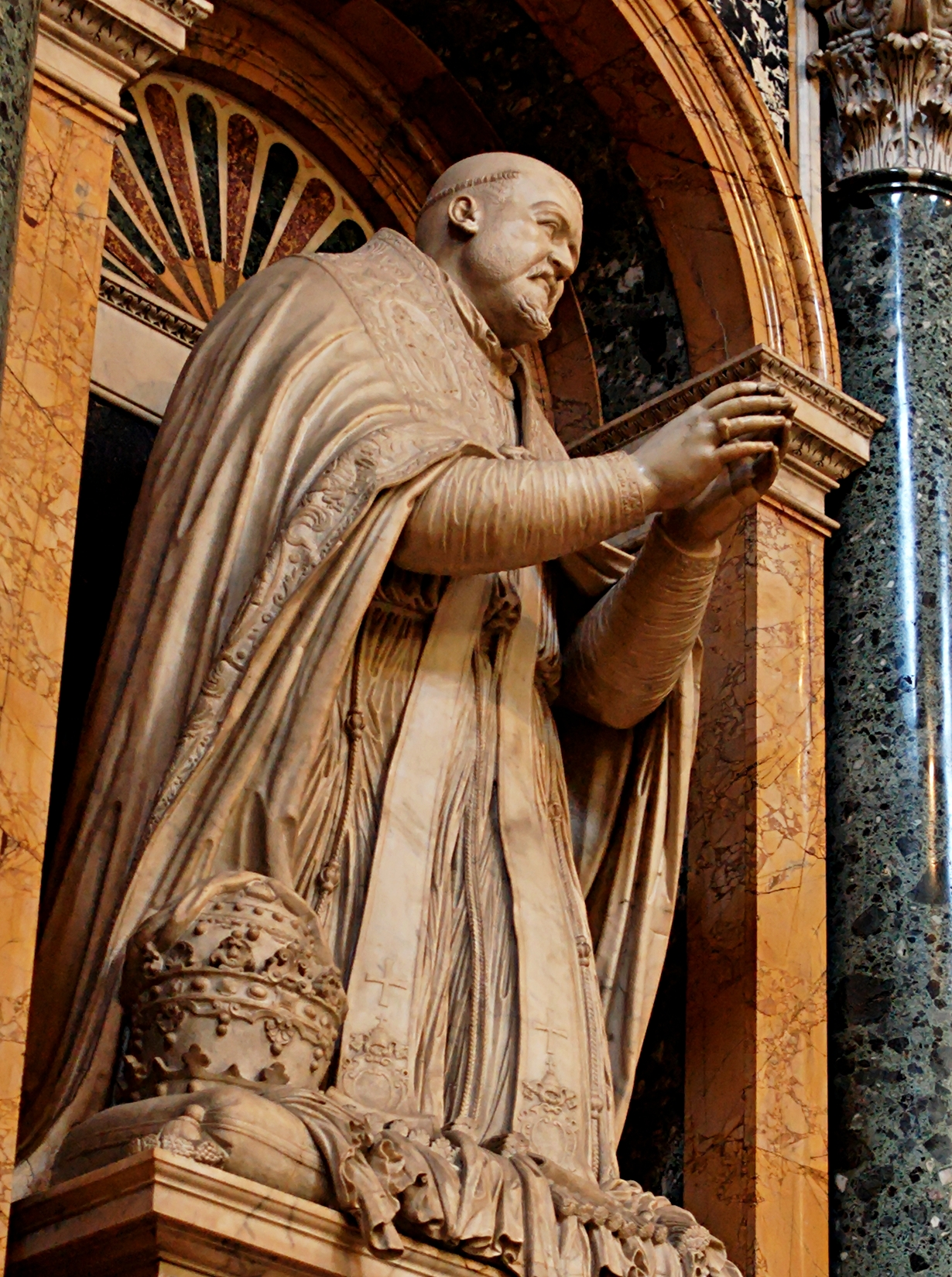
Tombeau de Paul V (1605-1621) à la basilique Sainte-Marie-Majeure.
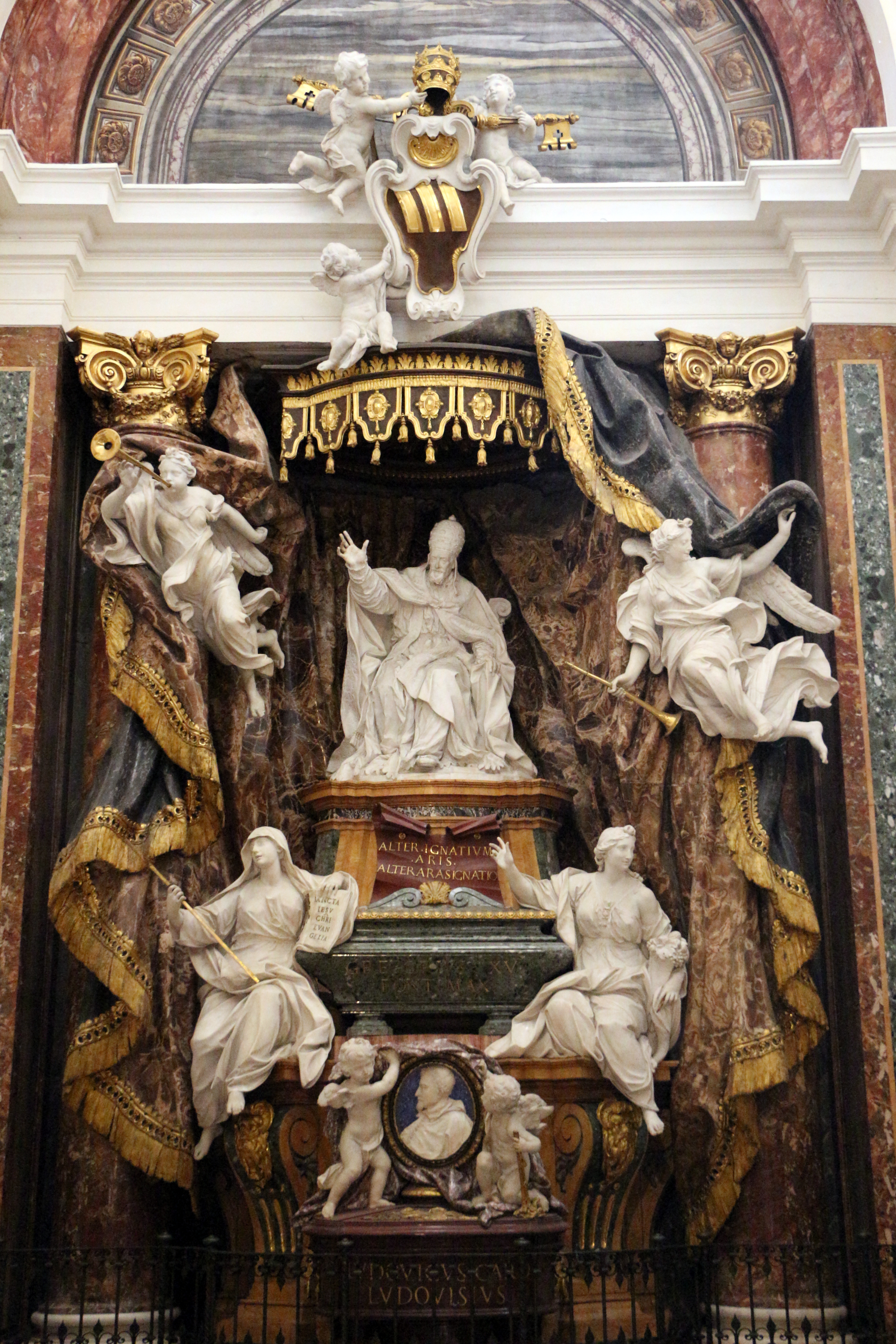
Tombeau de Grégoire XV (1621-1623) à l’église Saint-Ignace-de-Loyola.
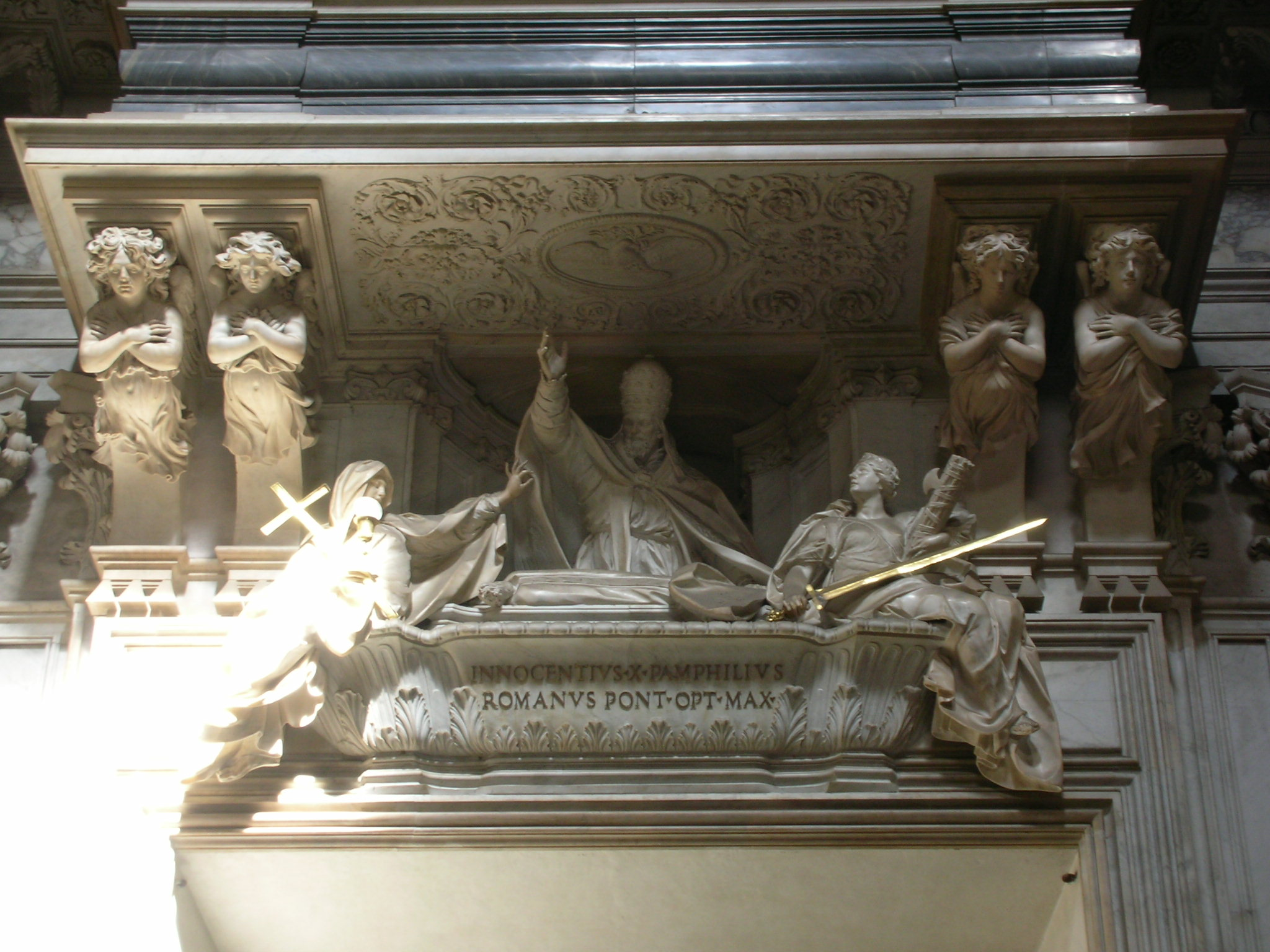
Tombeau d’Innocent X (1644-1655) à l’église Sainte-Agnès en Agone.
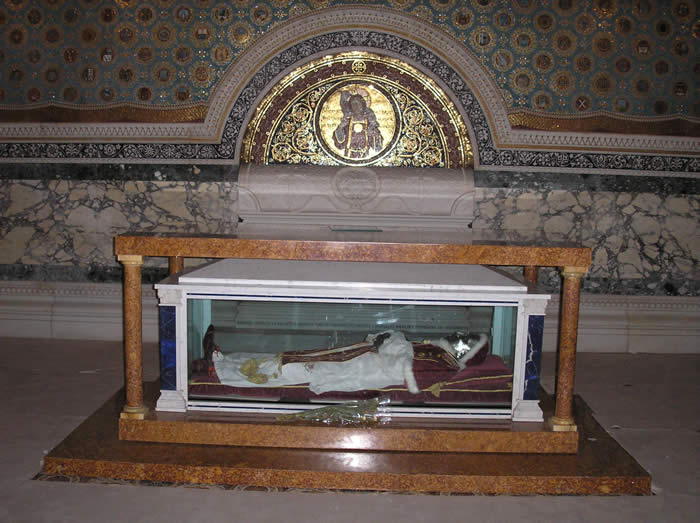
Tombe de Pie IX (1846-1878) à la basilique Saint-Laurent-hors-les-Murs.
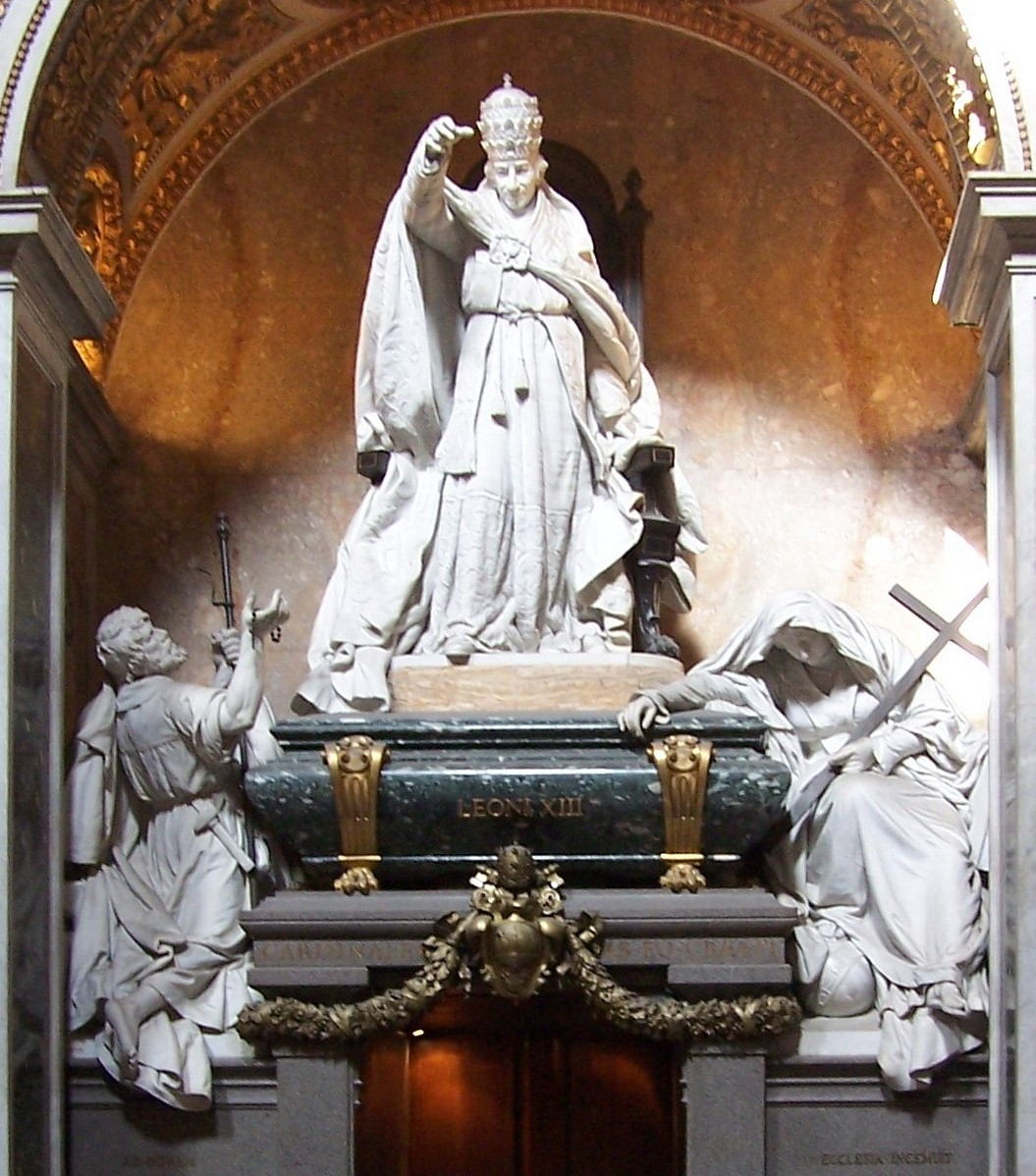
Tombeau de Léon XIII (1878-1903) à la basilique Saint-Jean-de-Latran.

### En Italie, en dehors de Rome
- à Ponza

Silvère (58e pape de 536 à 537) sur l’île de Palmarola
- à Nonantola

Adrien III (109e pape de 884 à 885) à l’abbaye Saint-Sylvestre (abbazia di Nonantola)
- à Grottaferrata

Benoît IX (145e pape de 1032 à 1044 ; 147e pape en 1045 ; et 150e pape de 1047 à 1048) à l’abbaye Sainte-Marie (abbazia territoriale di Santa Maria di Grottaferrata)
- à Ravenne

Victor II (153e pape de 1055 à 1057) à l’église rotonde Sainte-Marie (chiesa Santa Maria Rotonda), qui était l’ancien mausolée de Théodoric.
- à Florence

Étienne IX (154e pape de 1057 à 1058) à la cathédrale Santa Reparata remplacée plus tard par l’actuelle cathédrale Sainte-Marie-des-Fleurs de Florence (cattedrale di Santa Maria del Fiore).
Nicolas II (155e pape de 1058 à 1061) à la cathédrale Santa Reparata remplacée plus tard par l’actuelle cathédrale Sainte-Marie-des-Fleurs de Florence (cattedrale di Santa Maria del Fiore).
- à Salerne

Grégoire VII (157e pape de 1073 à 1085) à la cathédrale Saint-Matthieu (cattedrale di San Matteo).
- à Cassino

Victor III (158e pape de 1086 à 1087) à l’abbaye territoriale du Mont-Cassin (abbazia di Montecassino).
- à Vérone

Lucius III (171e pape de 1181 à 1185) à la cathédrale Sainte-Marie (cattedrale di Santa Maria Matricolare).
- à Ferrare

Urbain III (172e pape de 1185 à 1187) à la cathédrale Saint-Georges (cattedrale di San Giorgio).
- à Pise

Grégoire VIII, (178e pape en 1187) à la cathédrale Notre-Dame-de-l’Assomption ; son tombeau y fut détruit par un incendie en 1600.
- à Naples

Innocent IV (180e pape de 1243 à 1254) à la cathédrale Notre-Dame-de-l’Assomption (Duomo di San Gennaro).
- à Viterbe

Alexandre IV (181e pape de 1254 à 1261) à la cathédrale Saint-Laurent (cattedrale di San Lorenzo)
Clément IV (183e pape de 1265 à 1268) à la basilique Saint-François-du-Rocher (it) (basilica di San Francesco alla Rocca)
Adrien V (186e pape en 1276) à la basilique Saint-François-du-Rocher (it) (basilica di San Francesco alla Rocca)
Jean XXI (187e pape de 1276 à 1277) à la cathédrale Saint-Laurent (cattedrale di San Lorenzo)
- à Pérouse

Urbain IV (182e pape de 1261 à 1264) à la cathédrale Saint-Laurent (duomo di San Lorenzo)
Benoît XI (194e pape de 1303 à 1304) à la basilique Saint-Dominique (basilica di San Domenico)
- à Arezzo

Grégoire X (184e pape de 1271 à 1276) à la cathédrale Saint-Donatien (cattedrale di San Donato)
Martin IV (189e pape de 1281 à 1285) à la cathédrale Saint-Donatien (cattedrale di San Donato)
- à L’Aquila

Célestin V (192e pape en 1294) à la basilique Sainte-Marie de Collemaggio (basilica di Santa Maria di Collemaggio)
- à Recanati

Grégoire XII (205e pape de 1406 à 1415) à la cocathédrale Saint-Flavien (concattedrale di San Flaviano). Il est le dernier pape à être inhumé en dehors de Rome.

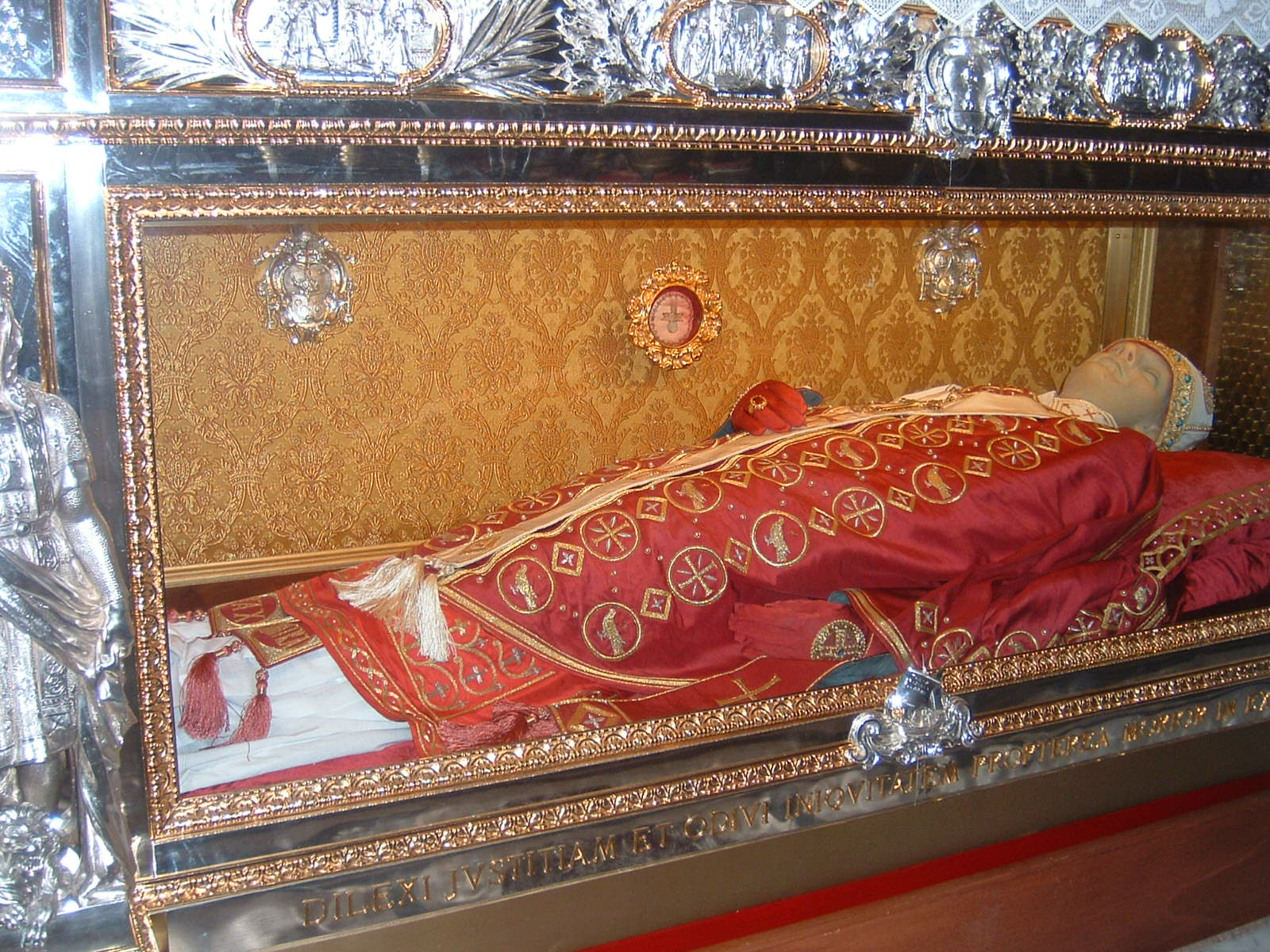
Tombe de Grégoire VII (1073-1085) à Salerne.
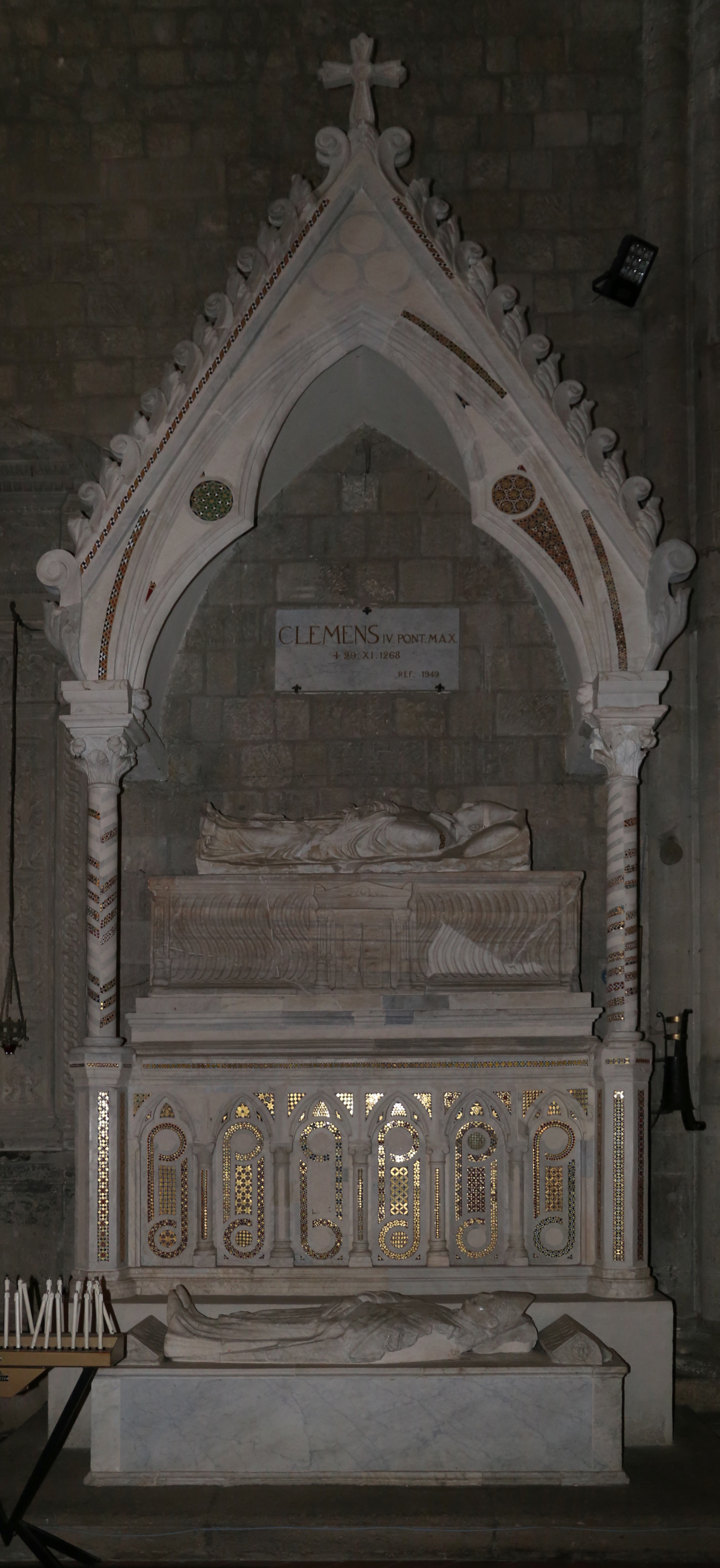
Monument funéraire de Clément IV (1265-1268) dans la basilique Saint-François-du-Rocher à Viterbe.
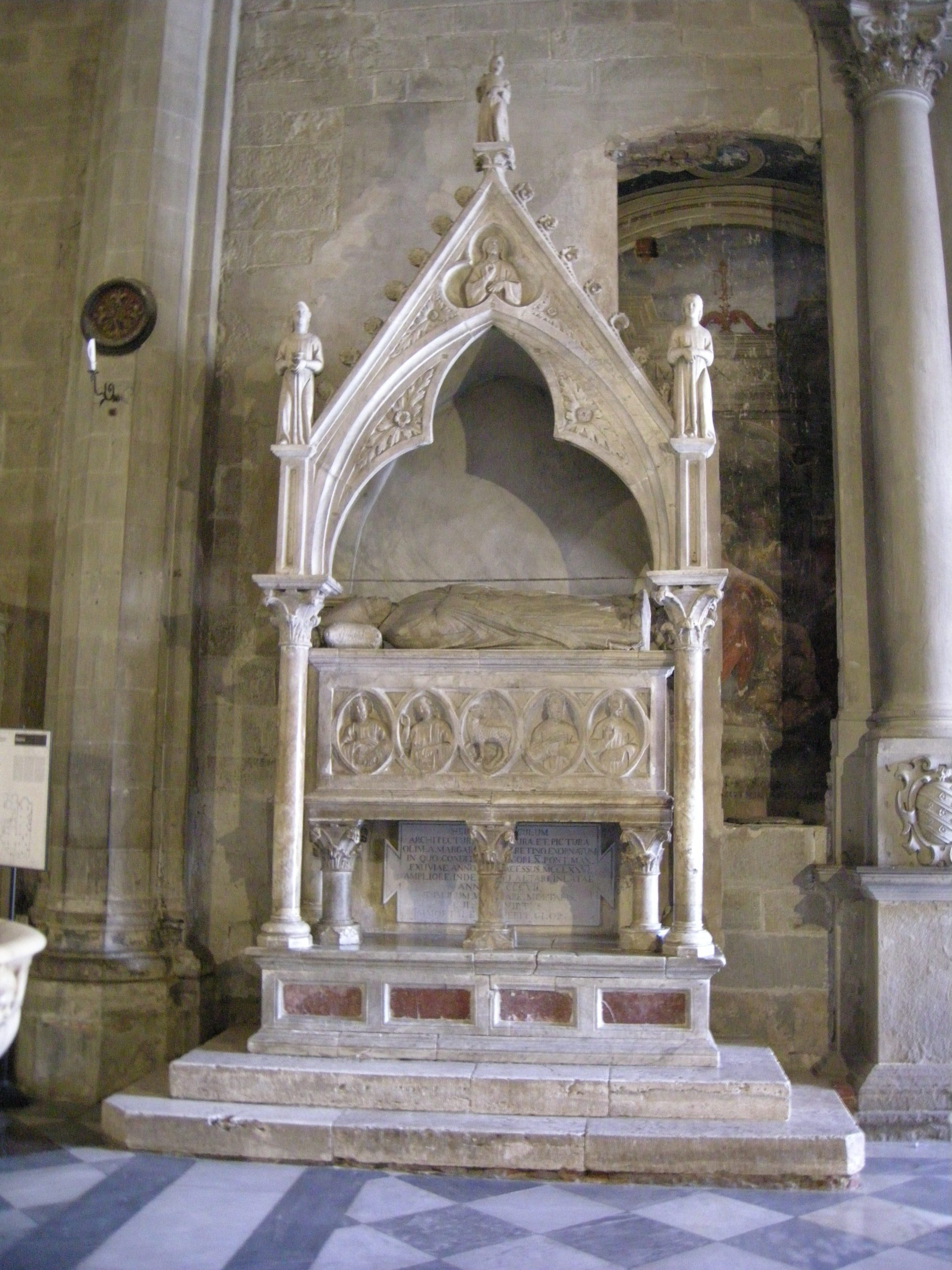
Tombe de Grégoire X (1271-1276) à la cathédrale Saint-Donatien d’Arezzo.
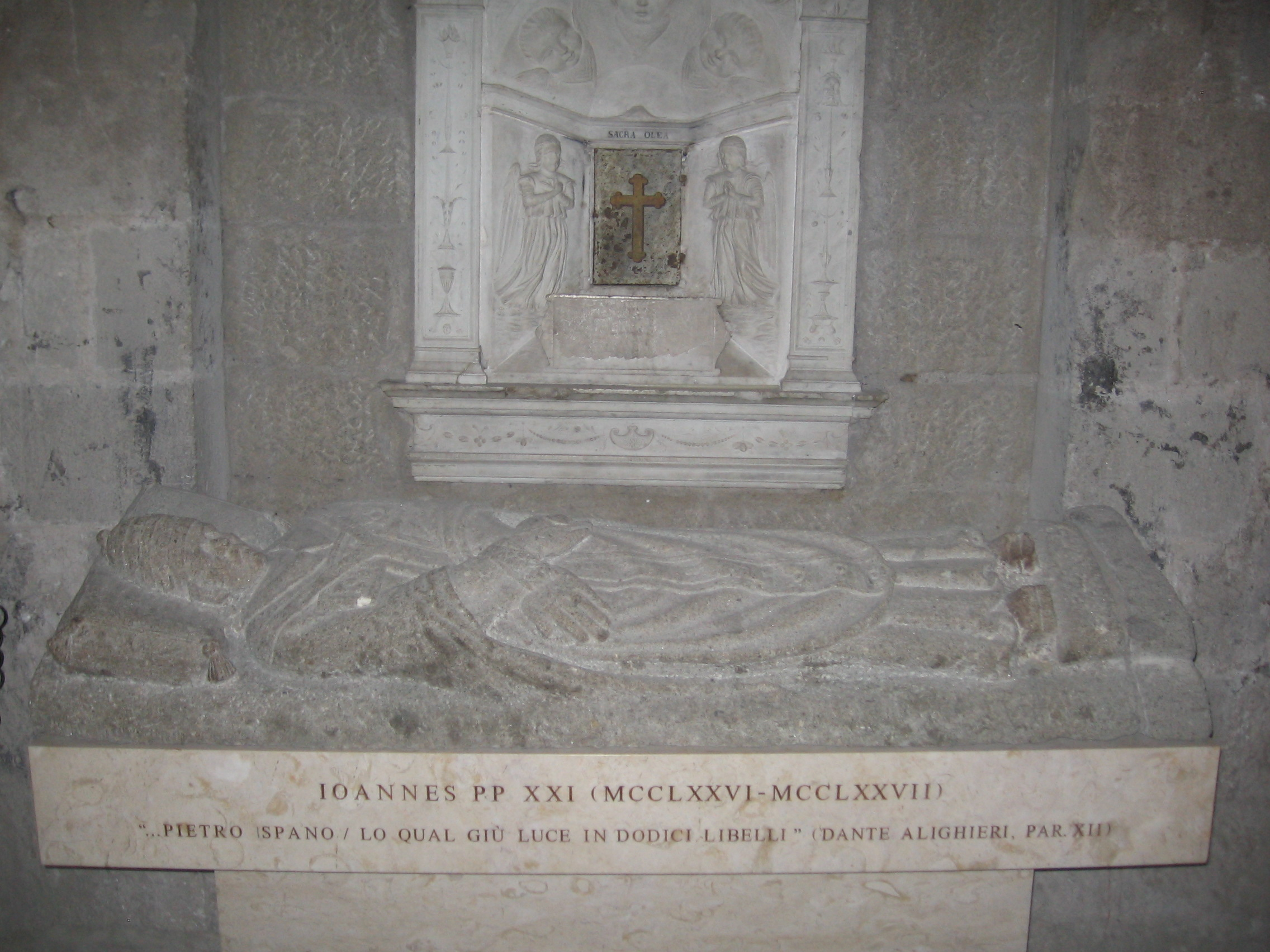
Tombe de Jean XXI (1276-1277) à la cathédrale Saint-Laurent de Viterbe.
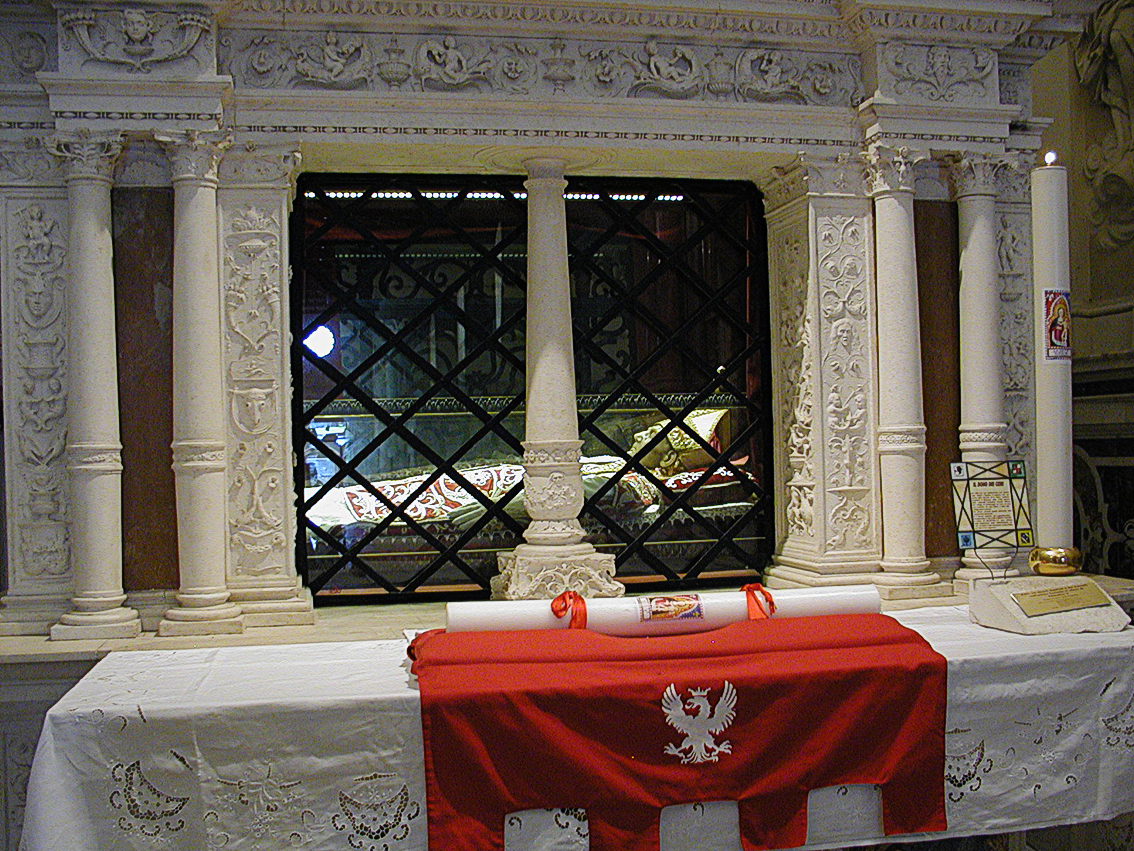
Tombe de Célestin V (1294) à la basilique Sainte-Marie de Collemaggio à L’Aquila.
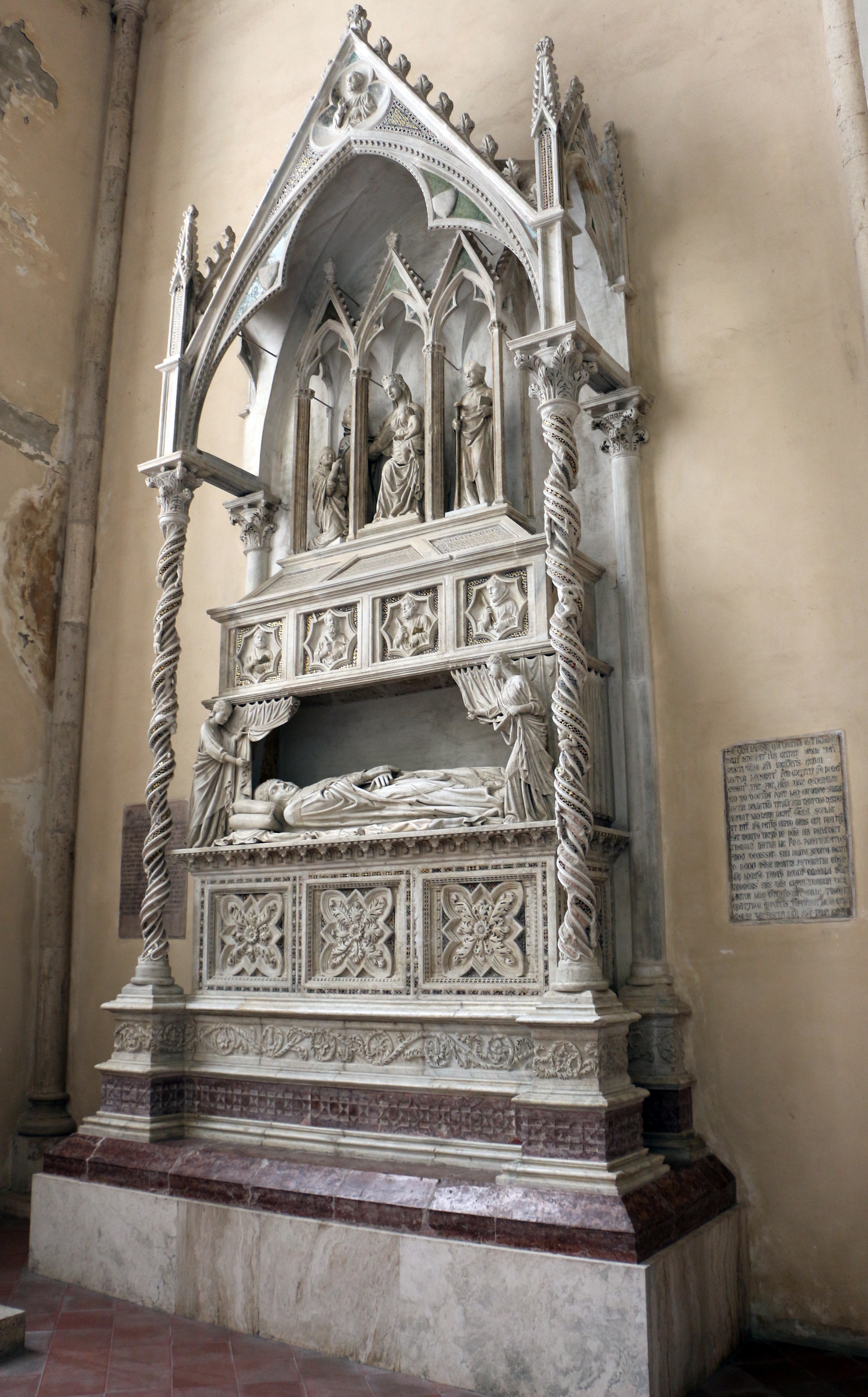
Monument funéraire de Benoît XI (1303-1304) à la basilique Saint-Dominique de Pérouse.

### En France
- Grégoire VI (153e pape de 1044 à 1046) à l’abbaye Saint-Pierre-et-Saint-Paul de Cluny
- Gélase II (161e pape de 1118 à 1119) à l’abbaye Saint-Pierre-et-Saint-Paul de Cluny
- Clément V (195e pape de 1305 à 1314) à la collégiale Notre-Dame d’Uzeste
- Jean XXII (196e pape de 1316 à 1334) à la cathédrale Notre-Dame-des-Doms d’Avignon
- Benoît XII (197e pape de 1334 à 1342) à la cathédrale Notre-Dame-des-Doms d’Avignon
- Clément VI (198e pape de 1342 à 1352) à l’abbaye Saint-Robert de La Chaise-Dieu
- Innocent VI (199e pape de 1352 à 1362) à la chartreuse Notre-Dame-du-Val-de-Bénédiction à Villeneuve-lès-Avignon
- Urbain V (200e pape de 1362 à 1370) à l’abbaye Saint-Victor de Marseille

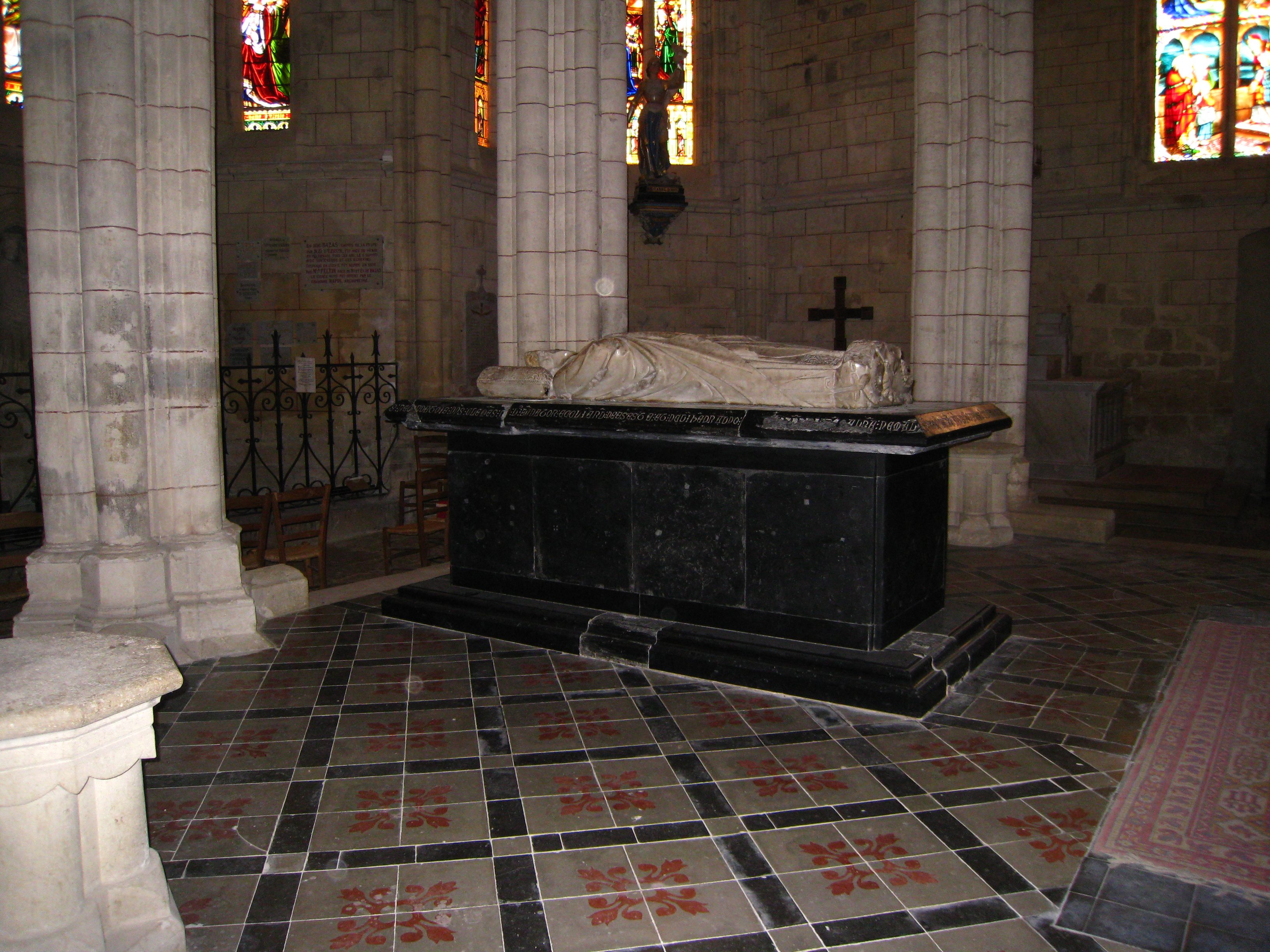
Tombeau de Clément V (1305-1314) à la collégiale Notre-Dame d’Uzeste.
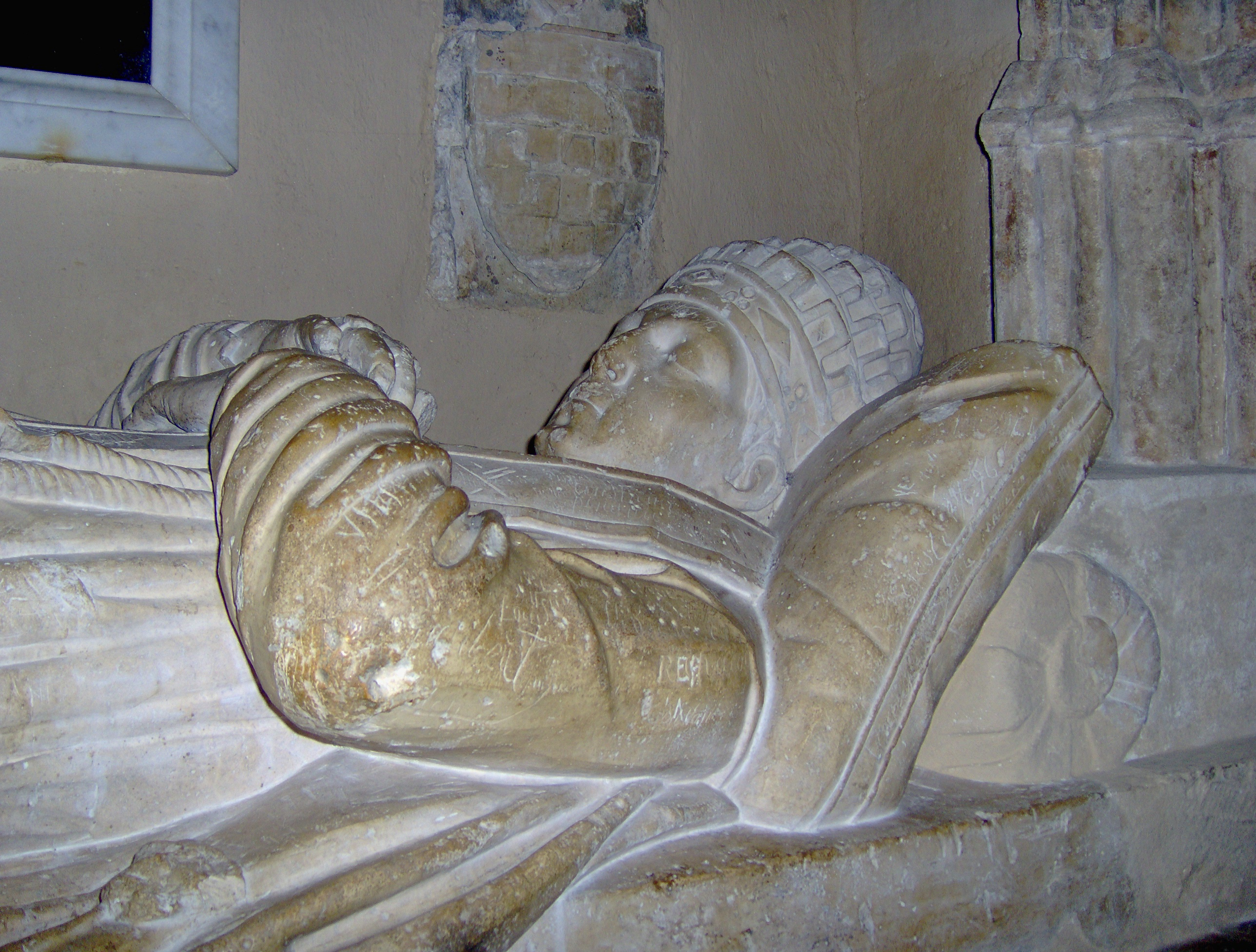
Tombeau de Benoît XII (1334-1342) à la cathédrale Notre-Dame-des-Doms d’Avignon.
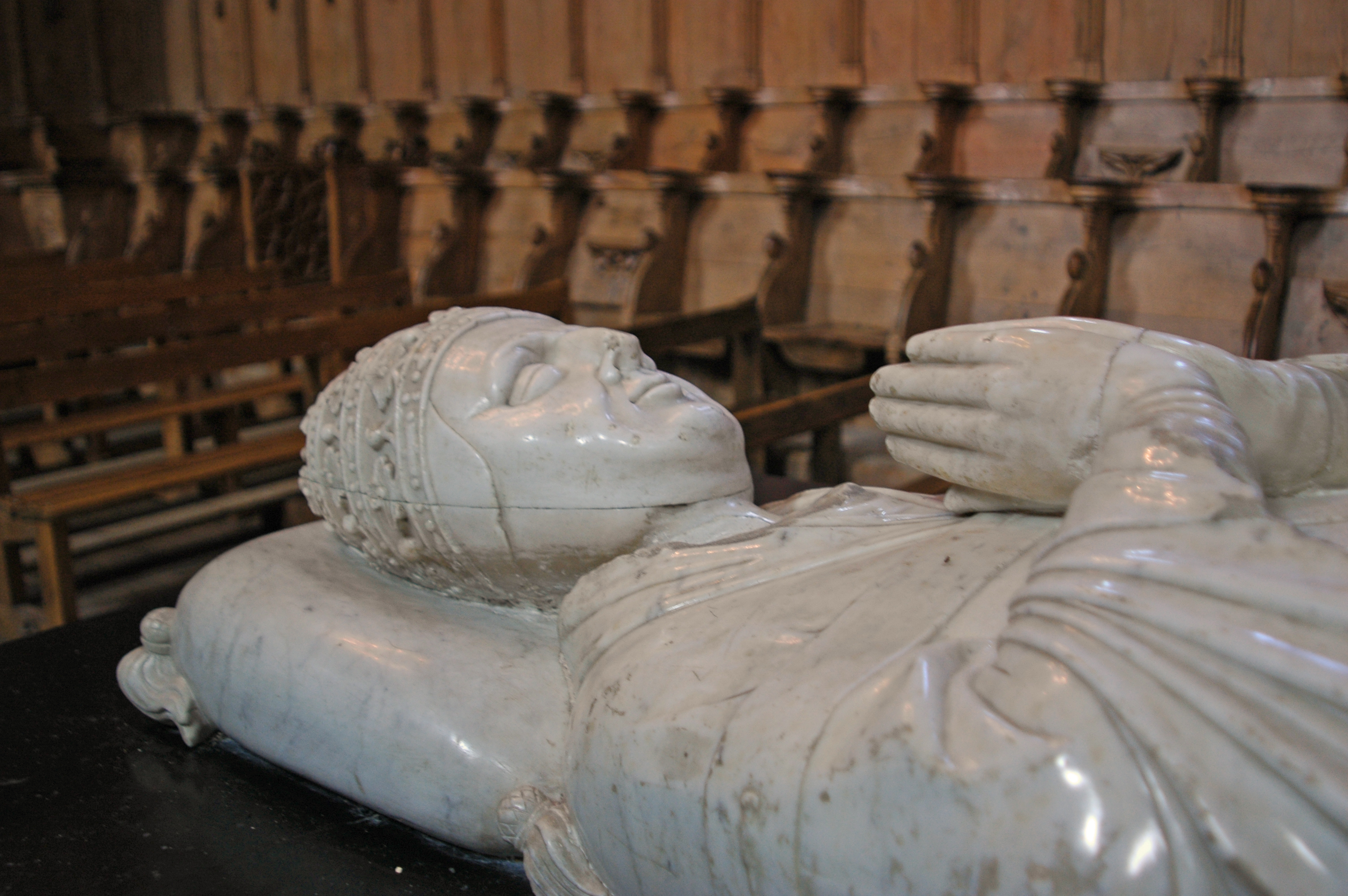
Tombeau de Clément VI (1342-1352) à l’abbaye Saint-Robert de La Chaise-Dieu.
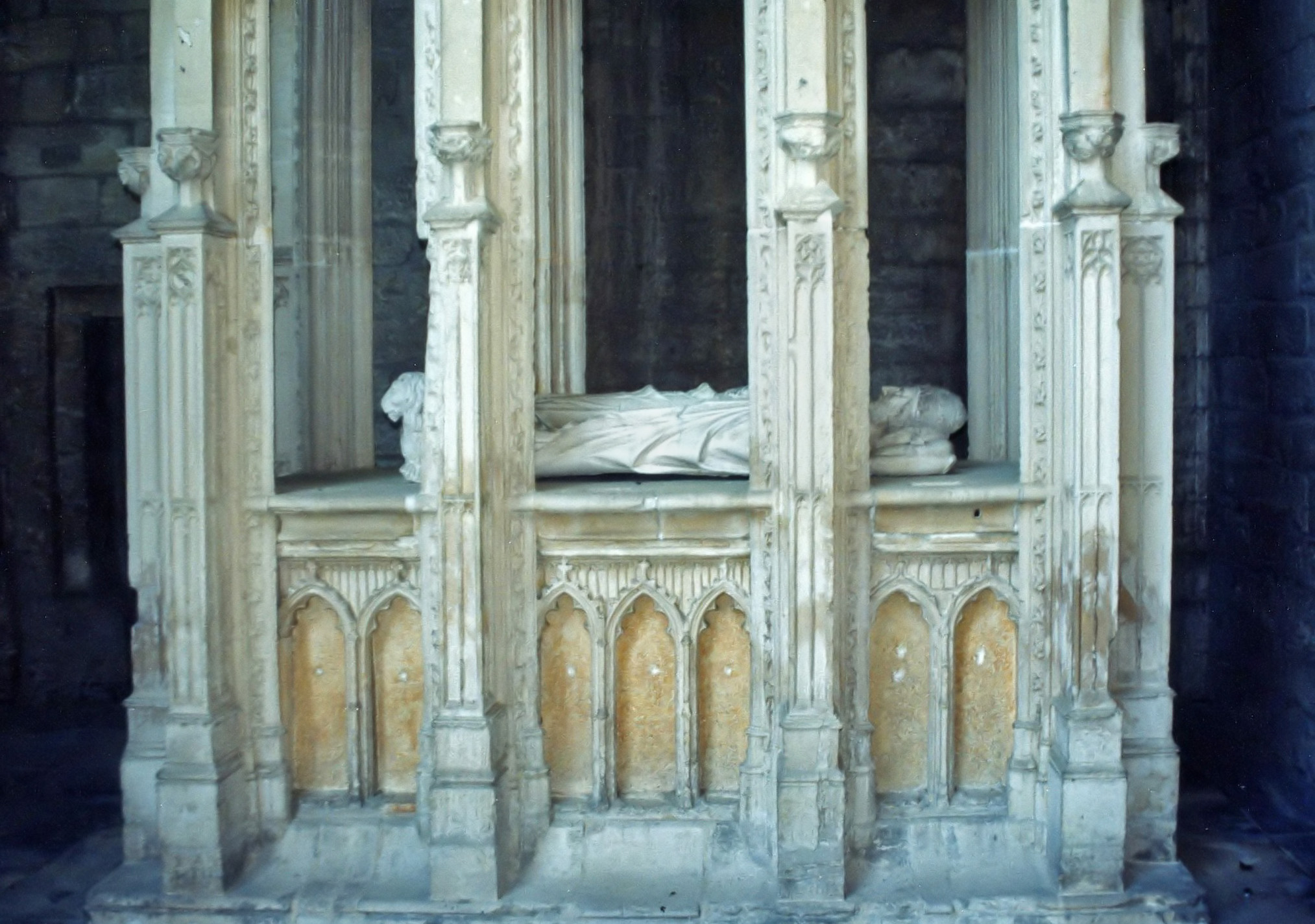
Tombeau d’Innocent VI (1352-1362) à la chartreuse Notre-Dame-du-Val-de-Bénédiction à Villeneuve-lès-Avignon.
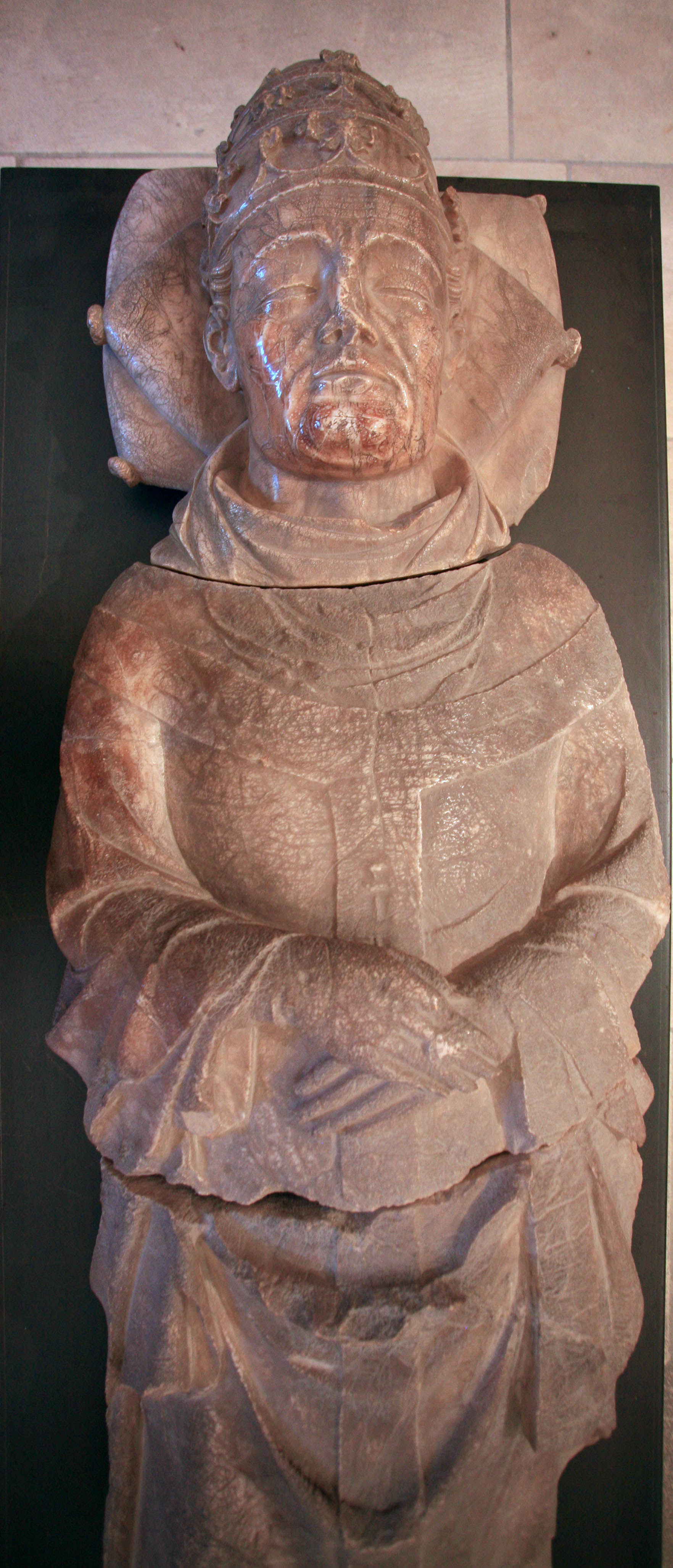
Tombe d’Urbain V (1362-1370) à l’abbaye Saint-Victor de Marseille.

### En Allemagne
- Clément II (149e pape de 1046 à 1047) à la cathédrale Saint-Pierre-et-Saint-Georges de Bamberg (Bamberger Dom St. Peter und St. Georg). Sa tombe est la seule tombe papale située au nord des Alpes.

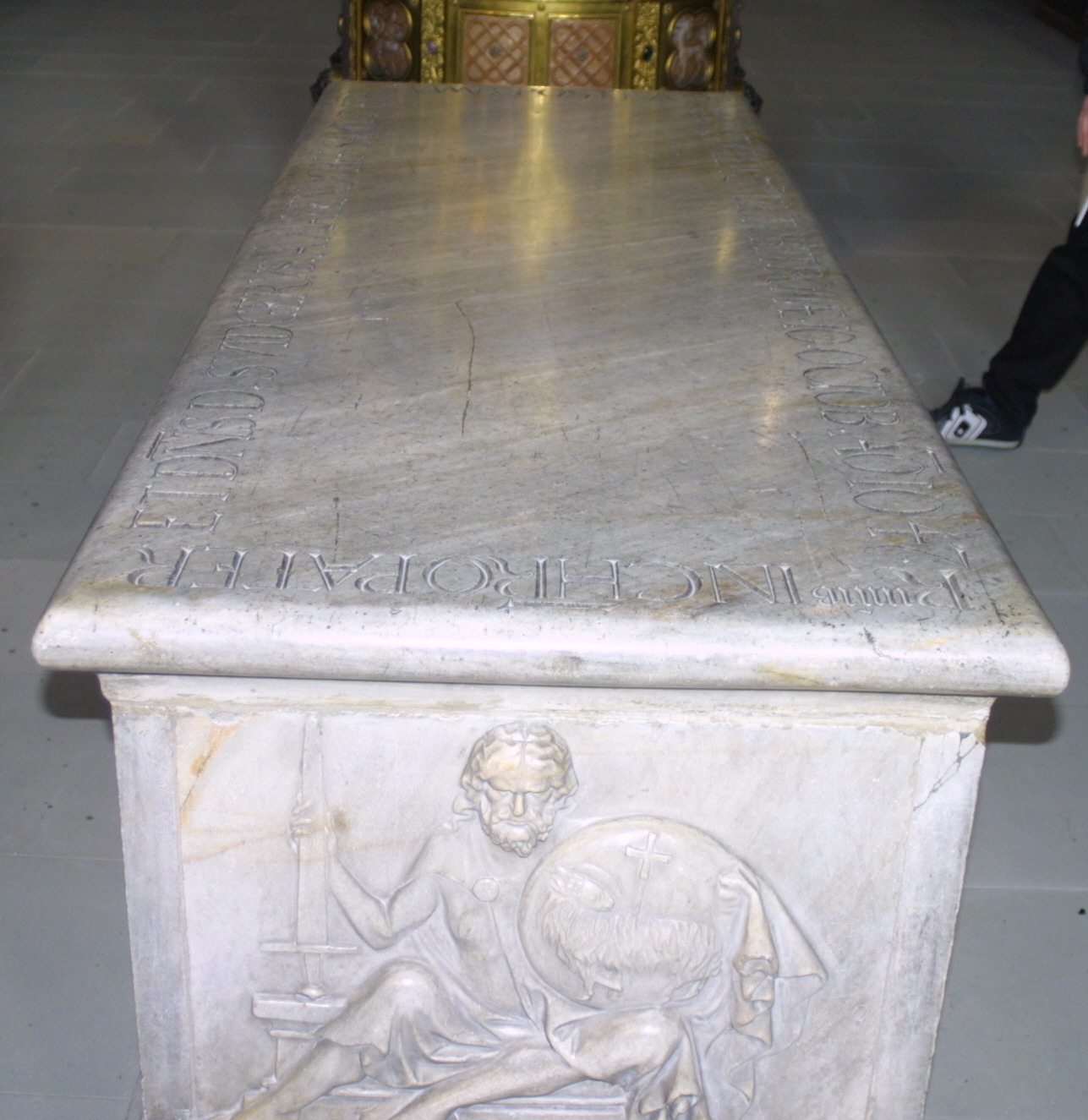
Tombe de Clément II (1046-1047) à la cathédrale de Bamberg.

## Sépultures incertaines
Voici la liste des papes dont le lieu de sépulture est incertain :
- Libère (pape romain liste du IVe siècle) de la gens Savella, 38e pape de 22 mai 352 au 22 novembre 366, enseveli au cimetière de Prétextat, via Salaria, où il serait encore.
- Léon VIII, antipape élu du vivant de Jean XII en 963. Il fut déposé, mais son nom est resté dans la série des pontifes, n’ayant pas été pris par Léon IX, qui aurait dû régulièrement s’appeler Léon VIII. On croit qu’il refusa ce nom pour ne pas s’opposer ouvertement à l’empereur du Saint-Empire Otton Ier, qui avait été fauteur de l’intrusion de Léon VIII.
- Benoît V (pape romain du Xe siècle) (grammaticus), 135e pape de la fin du mois de mai 964 à juillet 965, mort à Hambourg. Ses restes ont été ensuite transportés à la basilique Saint-Pierre.
- Sylvestre III.

source : BNF, Liste alphabétique des souverains pontifes, 1899.